# Liste der Baudenkmale in Jever
In der Liste der Baudenkmale in Jever sind alle Baudenkmale der niedersächsischen Gemeinde Jever aufgelistet. Die Außenbereiche sind in einer eigenen Liste der Baudenkmale in Jever – Außenbereiche erfasst. Die Quelle der Baudenkmale ist der Denkmalatlas Niedersachsen. Der Stand der Liste ist der 28. August 2022.

## Allgemein
In den Spalten befinden sich folgende Informationen:
- Lage: die Adresse des Baudenkmales und die geographischen Koordinaten. Kartenansicht, um Koordinaten zu setzen. In der Kartenansicht sind Baudenkmale ohne Koordinaten mit einem roten Marker dargestellt und können in der Karte gesetzt werden. Baudenkmale ohne Bild sind mit einem blauen Marker gekennzeichnet, Baudenkmale mit Bild mit einem grünen Marker.
- Bezeichnung: Bezeichnung des Baudenkmales
- Beschreibung: die Beschreibung des Baudenkmales. Unter § 3 Abs. 2 NDSchG werden Einzeldenkmale und unter § 3 Abs. 3 NDSchG Gruppen baulicher Anlagen und deren Bestandteile ausgewiesen.
- ID: die Objekt-ID des Baudenkmales
- Bild: ein Bild des Baudenkmales, ggf. zusätzlich mit einem Link zu weiteren Fotos des Baudenkmals im Medienarchiv Wikimedia Commons. Wenn man auf das Kamerasymbol klickt, können Fotos zu Baudenkmalen aus dieser Liste hochgeladen werden:

## A
| Lage                                                                    | Bezeichnung                       | Beschreibung | ID       | Bild           |
| ----------------------------------------------------------------------- | --------------------------------- | --- | -------- | -------------- |
| Albanistraße 3 53° 34′ 22″ N, 7° 54′ 4″ O                               | Landessparkasse zu Oldenburg      | Zweigeschossiger Ziegelbau in Sichtmauerwerk unter hohem Walmdach, symmetrische Fassadengliederung mit fünf Achsen, in der mittleren Achse Zwerchhaus mit vorkragendem Segmentgiebel, mittig Säulenportal aus Sandstein-Portal. 1914/19 von Theodor Eilers errichtet. | 35680384 | Weitere Bilder |
| Alter Markt 53° 34′ 25″ N, 7° 54′ 18″ O                                 | Pumpenbrunnen „Bremer Schlüssel“  | Pumpenbrunnen in Holzgehäuse, Auslauf Bronze, Schwengel schmiedeeisern. Urspr. offener Brunnen, um 1600. Bis 1928, bis zum Bau von Wasserleitungen, diente der Brunnen (Pütt) zur Wasserversorgung der Stadt Jever. | 35673353 |                |
| Alter Markt 1 53° 34′ 27″ N, 7° 54′ 15″ O                               | Wohn-/ Geschäftshaus              | Zweigeschossiges Eckgebäude mit Satteldächern. Fassaden verputzt, mit Ziegelornamenten wie Gesimse, Fensterrahmungen und Rundbogenfries an der Traufe. Zwerchgiebel an jeder Seite. EG mit korbbogigen Schaufenstern, Gebäudeecke durch Turmerker mit Zeltdach betont. 1905 von Theodor Eilers errichtet. | 35673408 | Weitere Bilder |
| Alter Markt 3 53° 34′ 27″ N, 7° 54′ 15″ O                               | Gasthaus                          | 1808 errichteter zweigeschossiger Putzbau unter giebelständigem Satteldach; Vierachsige Fassade – im OG mit geschosshohen Fenstern und Tür zum mittigen Balkon von 1914, EG mit Ladentür und Schaufenstern. | 35673438 | BW             |
| Alter Markt 3 53° 34′ 27″ N, 7° 54′ 16″ O                               | „Schwarzer Adler“                 | Zweigeschossiger Putzbau unter giebelständigem Satteldach. Fünfachsige Fassade mit mittigem Eingang. Putzfugenschnitt im EG. Bauzeit: 1, Hälfte 19. Jh. | 35673466 | BW             |
| Alter Markt 6 53° 34′ 26″ N, 7° 54′ 19″ O                               | ehem. Gasthaus „Bremer Schlüssel“ | Eineinhalbgeschossiger Putzbau unter giebelständigem Satteldach. Symmetrische Giebelfassade mit Lisenengliederung und mittigem Eingang. Umlaufendes Gurtgesims. 1880 errichtet. | 35673524 |                |
| Alter Markt 7 53° 34′ 25″ N, 7° 54′ 19″ O                               | Wohn-/ Geschäftshaus              | Zweigeschossiger Ziegelbau unter giebelständigem Krüppelwalmdach. Im Giebeltrapez Lünettenfenster. EG mit nachträglichem Ladeneinbau. 1832 errichtet. | 35673553 |                |
| Alter Markt 8 53° 34′ 24″ N, 7° 54′ 18″ O                               | Wohn-/ Geschäftshaus              | Zweigeschossiger Putzbau unter traufständigem Krüppelwalmdach. Zehnachsige Fassade, die mittleren vier Achsen leicht vorgezogen mit Lisenenrahmung, Dreiecksgiebel. Um 1850 errichtet, Umbau 1913/14. | 35673584 | BW             |
| Alter Markt 9 53° 34′ 24″ N, 7° 54′ 19″ O                               | Wohn-/ Geschäftshaus              | Zweigeschossiger, verputzter Ziegelbau unter Walmndach. Fünfachsige Fassade mit mittigem Eingang, In der 1. Hälfte des 19. Jh. errichtet, Schaufenster um 1900 eingebaut. | 35673614 | BW             |
| Alter Markt 12 53° 34′ 23″ N, 7° 54′ 20″ O                              | Wohnhaus                          | Zweigeschossiger Putzbau unter giebelständigem Satteldach. Fassade mit Ecklisenen und profilierten Fenstergewänden und Sohlbankgesims, Eingang mittig; 1. Hälftes des 19. Jh. errichtet, um 1856 aufgestockt, Giebel 1890 umgestaltet. | 35673668 |                |
| Alter Markt 13 53° 34′ 23″ N, 7° 54′ 21″ O                              | Wohnhaus                          | 1914 als Direktorenwohnhaus der Oldenburger Spar- und Leihbank (Mühlenstraße 1) von Architekt Theodor Eilers errichtet. Zweigeschossiger Putzbau unter Walmdach mit Elementen der zeittypischen Reformarchitektur. | 35673697 | BW             |
| Alter Markt 14 53° 34′ 23″ N, 7° 54′ 17″ O                              | „Hof von Oldenburg“               | Zweigeschossiger Putzbau an der Ecke Alter Markt/Mühlenstraße. Schaufassade zum Alten Markt mit Baudekor in Form von rustizierten Ecklisenen, Konsolfriesen, Rokokogauben und Schmuckgiebel mit Bekrönungen. Dreigeschossiger Eckturm unter Pyramidendach. 1798 errichtet, Umbau 1879. | 35673722 | Weitere Bilder |
| Alter Markt 16 53° 34′ 25″ N, 7° 54′ 14″ O                              | „Concerthaus“                     | Zweigeschossiger Putzbau mit übergiebeltem Mittelrisalit und ausgebautem Dachgeschoss unter Satteldach. Fassade mit spätklassizistischem Dekor, flachem Giebeldreieck und Medaillons, dat. „1888“, ab 1919 Kino (Umbau von Theodor Eilers). Auf dem Dachboden Versteck der Erna Hirche (sog. Halbjüdin) erhalten. | 35673780 |                |
| Alter Markt 17 53° 34′ 26″ N, 7° 54′ 14″ O                              | Hotel Zum Erbgroßherzog           | Zweigeschossiger Putzbau mit reich gegliederter spätklassizistischer Blendfassade, vierachsiger Mittelrisalit mit flachem Giebeldreieck. Im Kern aus der 1. Hälfte des 19. Jh., 1878 zum Hotel „Erbgroßherzog“ umgebaut wurde, heute ein Wohn- und Geschäftshaus. | 35673812 | BW             |
| Am Kirchplatz 53° 34′ 24″ N, 7° 54′ 3″ O                                | Glockenturm                       | Am höchsten Punkt des Kirchplatzes 1876 freistehender Glockenturm. Auf quadratischem Grundriss mit Ziegelsichtmauerwerk; 1902 erhöht und umgestaltet von Architekt Alfred Sasse aus Hannover. | 35673839 |                |
| Am Kirchplatz 53° 34′ 25″ N, 7° 54′ 4″ O                                | Kirchhof                          | | 35672729 | BW             |
| Am Kirchplatz 53° 34′ 24″ N, 7° 54′ 5″ O                                | Brunnen (Ratspütt)                | Vor dem Rathaus 1621 errichtete Pumpenbrunnen, 1822 neuer Aufbau in Form eines Säulenstumpfs mit bekrönender Vase aus Naturstein, Auslauf aus Bronze, Schwengel schmiedeeisern. 1965 erneuert. | 35672729 |                |
| Am Kirchplatz 1 53° 34′ 26″ N, 7° 54′ 5″ O                              | Wohn-/ Geschäftshaus              | Langgestreckter, zweigeschossiger Ziegelbau unter giebelständigem Satteldach; Verputzte Fassade, Gliederung durch Gesimse, barocke Firstbekrönung, nördliche Traufseite mit vermauerten Drillingsöffnungen. Datiert: 1661. | 35673870 |                |
| Am Kirchplatz 2 53° 34′ 26″ N, 7° 54′ 5″ O                              | Wohn-/ Geschäftshaus              | Ursprünglich eingeschossiger traufständiger Bau. Im Kern aus dem 17. Jh., Keller mit zwei Tonnengewölben. Nach 1950 aufgestockt. | 35673901 | BW             |
| Am Kirchplatz 2 53° 34′ 26″ N, 7° 54′ 6″ O                              | Hintergebäude                     | Eingeschossiger verputzter Rohziegelbau unter Krüppelwalmdach. | 35673927 | BW             |
| Am Kirchplatz 3 53° 34′ 26″ N, 7° 54′ 6″ O                              | Wohn-/ Geschäftshaus              | Zweigeschossiger verputzter Massivbau unter Mansarddach mit straßenseitigem Walm und rückseitigem Schopf. Mittiges Zwerchhaus. Moderner Ladenausbau. | 35673954 | BW             |
| Am Kirchplatz 3 (Ecke Kleine Rosmarinstraße) 53° 34′ 26″ N, 7° 54′ 6″ O | Wohnhaus                          | Zweigeschossiger verputzter Massivbau unter Walmdach, in Kontur und Erscheinungsbild dem Vorgängerbau angeglichen. Erb. 1939 anstelle der ehem. Provinzialschule. | 35673980 | BW             |
| Am Kirchplatz 4 53° 34′ 25″ N, 7° 54′ 6″ O                              | Wohn-/ Geschäftshaus              | Langgestreckter, zweigeschossiger, unterkellerter Massivbau unter hohem Satteldach; im Kern 17. Jh. Traufseite zur Rosmarinstraße verputzt, Kirchplatz-Giebel 1948 verklinkert, Bekrönung von 1818, im OG Fenstererker. | 35674008 | BW             |
| Am Kirchplatz 5 53° 34′ 25″ N, 7° 54′ 6″ O                              | Wohnhaus                          | Eingeschossiger Ziegelbau unter giebelständigem Satteldach. In der 1. Hälfte des 19. Jh. errichtet. | 35674038 | BW             |
| Am Kirchplatz 6 53° 34′ 25″ N, 7° 54′ 6″ O                              | Wohnhaus                          | Klassizistischer Putzbau unter Walmdach zum Kirchplatz. Fassade mit Lisenengliederung und Balkon; In der ersten Hälfte des 19. Jh. errichtet, Hofgiebel 1888 umgestaltet. | 35674065 | BW             |
| Am Kirchplatz 7 53° 34′ 24″ N, 7° 54′ 6″ O                              | Wohn-/ Geschäftshaus              | Eingeschossiger giebelständiger Bau, wohl 1. H. 19. Jh. mit älterem Kern. Fassade um 1950/60 verklinkert. | 35674094 | BW             |
| Am Kirchplatz 8 53° 34′ 24″ N, 7° 54′ 6″ O                              | Wohn-/ Geschäftshaus              | Eingeschossiger giebelständiger Putzbau unter Satteldach. Im 17./18. Jh. als Fachwerkbau errichtet. Nördliche Längswand und der verputzte Giebel 1784 massiv erneuert. | 35674146 |                |
| Am Kirchplatz 8 53° 34′ 24″ N, 7° 54′ 7″ O                              | Hintergebäude                     | | 35674172 | BW             |
| Am Kirchplatz 9 53° 34′ 24″ N, 7° 54′ 6″ O                              | Wohnhaus                          | Zweigeschossiger Putzbau unter Walmdach, barocker Schweifgiebel mit plastischer Werksteinornamentik, Giebelabdeckung als Girlande in Sandstein, segmentbogige Giebelbekrönung. Erbaut 1715. Umbau 1931/34 durch Theodor Eilers, dabei Einbau des Sandsteinportals eines anderen Hauses und Verputzung des Giebels. | 35674194 |                |
| Am Kirchplatz 10 53° 34′ 23″ N, 7° 54′ 6″ O                             | Wohn-/ Geschäftshaus              | Traufständiger zweigesch. Backsteinbau (verputzt), urspr. aus zwei Häusern bestehend. Linker Hausteil mit ehem. Utlucht im Kern von 1544, „1711“ umgebaut. Rechter Hausteil Neubau 2. Hälfte 19. Jh. | 35679637 | BW             |
| Am Kirchplatz 11 53° 34′ 23″ N, 7° 54′ 5″ O                             | Rathaus                           | Zweigeschossiger Ziegelbau auf hohem Sockelgeschoss (Gewölbekeller) unter steilem Walmdach, 1609–16 nach Entwürfen von Albert von Bentheim errichtet. Dreiachsige Fassade mit Utlucht und Erker. Reiche Sandsteingliederung: Mittiges Rundbogenportal mit Rahmung in Form von Kerbschnittquadern und Engelsköpfen; davor Freitreppe und Beischlag aus Sandstein mit wappenhaltenden Löwen von Hinrich Bartels (1621). Umbauten: 1746 (Utlucht und Erker); Volutengiebel 1836–8 abgetragen und durch Glockengiebel ersetzt, dabei Obelisken am Giebelabschluss. Nach Westen 1938 Erweiterung um eine Feuerwachse. Teile der historischen Ausstattung (Paneele, Kamin) in den östlichen Anbau von 1963 übernommen. | 35674250 | Weitere Bilder |
| Am Kirchplatz 12 53° 34′ 23″ N, 7° 54′ 3″ O                             | Wohn-/ Geschäftshaus              | Unverputzter Backsteinbau unter giebelständigem Satteldach, um 1954 errichtet. | 35674282 | BW             |
| Am Kirchplatz 14 53° 34′ 23″ N, 7° 54′ 2″ O                             | Gasthaus „Schwarzer Bär“          | Zweigeschossiger, giebelständiger, aus zwei Hausteilen zusammengefügter Backsteinbau unter Satteldach. Renaissancegiebel zum Kirchplatz von „1562“ mit Sandsteinbändern, ursprüngliche Fenstergliederung noch ablesbar, Umgestaltung Ende des 18. Jh. Giebel zur Großen Burgstraße im 19. Jh. verputzt, Bärenrelief von 1895, seitdem „Gastwirtschaft zum Schwarzen Bären“. | 35674335 | BW             |
| Am Kirchplatz 15 53° 34′ 23″ N, 7° 54′ 1″ O                             | Wohn-/ Geschäftshaus              | Giebelständiger Backsteinbau, Neubau um 1960. | 35674366 | BW             |
| Am Kirchplatz 16 53° 34′ 24″ N, 7° 54′ 1″ O                             | Superintendentur                  | Zweigeschossiger Ziegelbau auf hohem Sockel unter Walmdach in Ziegeldeckung; symmetrisch gegliederte Schaufront mittig Eingangsportal, davor Freitreppe. Ziegel- und Putzornamentik, um 1860 errichtet. | 35674392 |                |
| Am Kirchplatz 17 53° 34′ 24″ N, 7° 54′ 0″ O                             | Wohn-/ Geschäftshaus              | Eingeschossiger Putzbau über winkelförmigem Grundriss unter Walmdach. Zum Kirchplatz hin mittiger Zwerchgiebel mit schmiedeeisernem Balkon. Gebäudeecken durch Putzquader hervorgehoben. Sandsteinportal der 2. Hälfte des 18. Jh., Umbau des Hauses Ende des 19. Jh. | 35674422 |                |
| Am Kirchplatz 17 53° 34′ 24″ N, 7° 54′ 0″ O                             | Lagergebäude                      | Zweigeschossiger verputzter Ziegelbau mit Gewölbekeller unter Krüppelwalmdach. Im Kern aus dem 17./18. Jh., Umbauten Ende des 19. Jh. | 35674452 | BW             |
| Am Kirchplatz 18 53° 34′ 25″ N, 7° 54′ 1″ O                             | Wohn-/ Geschäftshaus              | Zweigeschossiger, verputzter Massivbau auf winkelförmigem Grundriss unter Walmdach. Traufgesims mit Konsolfries. Frühes 19. Jh.: Im EG jüngerer Ladeneinbau, Umbau wohl 1916. | 35674479 | BW             |
| Am Kirchplatz 19 53° 34′ 26″ N, 7° 54′ 1″ O                             | Wohn-/ Geschäftshaus              | Zweigeschossiger verputzter Ziegelbau mit ausgebautem Dachgeschoss unter Halbwalmdach, neuerer Hofgiebel mit Ladeluke. Seitlich traufständiger Anbau: Baujahr 1832, Ladeneinbau Anfang 20. Jh. | 35674505 | BW             |
| Am Kirchplatz 20 53° 34′ 26″ N, 7° 54′ 1″ O                             | Wohn-/ Geschäftshaus              | Mehrteilige Baugruppe: Zweigeschossiger giebelständiger Putzbau, 1760 datiert; östlich jüngerer Eckbau mit Walmdach, rückwärtig Ecktrakt um 1937. | 35674534 |                |
| Am Kirchplatz 21 53° 34′ 26″ N, 7° 54′ 2″ O                             | Wohn-/ Geschäftshaus              | Zweigeschossiger Putzbau mit Walmdach, im Kern 18./19. Jh.; Umbau um 1890 und 1966. | 35674584 |                |
| Am Kirchplatz 22 53° 34′ 27″ N, 7° 54′ 3″ O                             | Wohn-/ Geschäftshaus              | Eingeschossiger, verputzter Massivbau unter giebelständigem Mansarddach. Im Kern 17./18. Jh., Umbau 1914/15 durch Theodor Eilers. | 35674611 |                |
| Am Kirchplatz 23 53° 34′ 27″ N, 7° 54′ 3″ O                             | Wohn-/ Geschäftshaus              | Zweigeschossiger Putzbau unter Walmdach, 1. Hälfte 19. Jh., mit älterem Kern. | 35674637 |                |
| Am Kirchplatz 24 53° 34′ 27″ N, 7° 54′ 3″ O                             | Wohn-/ Geschäftshaus              | Zweigeschossiger schmaler Ziegelbau unter Satteldach. Im Kern 18. Jh., Fassade im 20. Jh. verändert. | 35674664 |                |
| Am Kirchplatz 25 53° 34′ 27″ N, 7° 54′ 4″ O                             | Wohn-/ Geschäftshaus              | Eineinhalbgeschossiger, straßenseitig verputzter, rückseitig geschlemmter Rohziegelbau unter Satteldach mit rückseitigem Krüppelwalm. 1803 errichtet, im Kern älter. | 35674691 |                |
| Am Kirchplatz 26 53° 34′ 27″ N, 7° 54′ 5″ O                             | Wohn-/ Geschäftshaus              | Eingeschossiger giebelständiger Putzbau, dat. 1794, unter Satteldach. Teilunterkellerung straßenseitig links. | 35674719 |                |
| Am Kirchplatz 27 53° 34′ 27″ N, 7° 54′ 5″ O                             | Wohn-/ Geschäftshaus              | | 35674774 |                |
| Am Kirchplatz 27 53° 34′ 26″ N, 7° 54′ 3″ O                             | Wohn-/ Geschäftshaus              | Eingeschossiger giebelständiger Putzbau, dat. 1794, unter Satteldach. Teilunterkellerung straßenseitig links. | 35674801 | BW             |
| Am Kirchplatz 29 53° 34′ 27″ N, 7° 54′ 5″ O                             | Grabkapelle Edo Wiemken           | Die Regentin des Jeverlandes, Fräulein Maria (1500–75), ließ 1556 für ihren Vater Edo-Wiemken d. J. (1454–1511) den Chorraum der Stadtkirche als Grabkapelle errichten; ein Saalbau über rechteckigem Grundriss mit polygonalem Abschluss im Osten. Während die Stadtkirche 1728 und 1959 abbrannte, blieb die Grabkapelle erhalten. Im Zuge des Wiederaufbaus der Kirche 1962–64 nach Plänen von Dieter Oesterlen wurde das Äußere der Kapelle durch eine Ziegelummantelung umgestaltet. Ein gläserner Zwischenbau verbindet Kapelle und Kirchenneubau, hier die Sandsteinportale der barocken Kirche von 1730 eingebaut. Ebenfalls aus Sandstein ist das Renaissanceportal an der Südseite der Kapelle. 1561–64 entstand das eigentliche Grabmal für Edo Wiemken – bestehend aus einem Marmorkenotaph, der von Karyatiden getragen wird, mit der Liegefigur des Häuptlings. Darüber ein achtseitiger, zweigeschossiger Baldachin aus Holz mit eingeschossigem Umgang, der mit kassettierten Quertonnen überwölbt ist. | 35674745 | Weitere Bilder |
| Am Wall 53° 34′ 31″ N, 7° 53′ 59″ O                                     | Schillerlinde                     | Große eingefriedete Linde, schmiedeeiserne Umzäunung mit Zementsockel, festongeschmücktes Relief mit Sinnspruch „Ans Vaterland, ans teure, schliess dich an /das halte fest mit deinem ganzen Herzen“ Jahrestafel in Gusseisen, datiert: 1905. | 35674834 | Weitere Bilder |
| Am Wall 53° 34′ 31″ N, 7° 54′ 3″ O                                      | Wallanlage                        | | 35673291 | BW             |
| Anton-Günther-Straße 62 53° 34′ 12″ N, 7° 54′ 24″ O                     | Villa Minssen                     | Zweigeschossiger Putzbau auf hohem Sockelgeschoss unter flachem Walmdach. An zwei Fassaden Mittelrisalit mit Dreiecksgiebeln, seitlich angebautes Treppenhaus. Klassizistische Gliederung. Erbaut 1857 nach Plänen von H.A. En(c)ke. | 35678715 | BW             |
| Apothekerstraße 1 53° 34′ 28″ N, 7° 54′ 4″ O                            | ehem. Löwenapotheke               | Zweigeschossiger,verputzter Baukomplex aus zwei Giebelhäusern, die 1798 von dem Apothekter Johann Carl Christian Sprenger mit einem traufständigen Zwischenbau zusammengefasst wurden. Dadurch entstand eine neunachsige Fassade, die beiden Giebelhäuser sind jedoch durch die unterschiedlichen Fensterformate und die jetzigen Zwerchgiebel noch ablesbar. Im linken, langgestreckten Teil das 1798 eingebautes Sandsteinportal als Zugang zu der Löwenapotheke, ursprünglich liegender Löwe über dem Portal (befindet sich heute an der Steinstraße 1 (jetzige Löwenapotheke)). | 35680458 |                |
| Apothekerstraße 2 53° 34′ 29″ N, 7° 54′ 5″ O                            | Lagergebäude                      | Dreigeschossiger Putzbau unter Walmdach. Sechsachsige Fassade zur Apothekerstraße, in der vierten Achse Ladeluken und Windenerker. | 35672552 |                |

## B
| Lage                                          | Bezeichnung    | Beschreibung | ID       | Bild |
| --------------------------------------------- | -------------- | --- | -------- | ---- |
| Bahnhofstraße 16 53° 34′ 20″ N, 7° 53′ 38″ O  | Wohnhaus       | Eineinhalbgeschossiger Putzbau mit Neurenaissancegliederung unter Satteldach, traufständig zur Straße. Um 1885. | 35678715 | BW   |
| Bahnhofstraße 18 53° 34′ 19″ N, 7° 53′ 37″ O  | Villa Trouchon | Zweigeschossiger Putzbau auf hohem Sockelgeschoss unter Walmdach, straßenseitig dreiachsiger übergiebelter Mittelrisalit im OG rundbogige Arkaden, seitlicher Wintergartenanbau. 1860 errichtet.                                                                                             | 35674864 | BW   |
| Bahnhofstraße 20 53° 34′ 19″ N, 7° 53′ 36″ O  | Wohnhaus       | Eingeschossiger traufständiger Putzbau mit zweistöckigem Eckrisalit, Satteldächer; um 1860. | 35678740 | BW   |
| Bahnhofstraße 22 53° 34′ 18″ N, 7° 53′ 34″ O  | Wohnhaus       | Zweigeschossiger Ziegelbau auf hohem Sockelgeschoss; giebelständig mit steilem, geknicktem Satteldach und Fußwalm. Traufseiten mit flachen Schleppgauben. An der Nordostseite Eingangsvorbau. 1914 vom Architekten D. Lübbers aus Wilhelmshaven-Rüstringen entworfen.                        | 35680484 | BW   |
| Bahnhofstraße 23 53° 34′ 18″ N, 7° 53′ 38″ O  | Wohnhaus       | Eineinhalbgeschossiger Putzbau auf hohem Sockel unter giebelständigem Krüppelwalmdach. Eingang an der nordöstlichen Traufseite mit zweiläufiger Treppe. Drillingsfenster im EG; Fassadengliederung durch umlaufende Gesimse; profilierte Fensterrahmungen. Um 1905 errichtet.                | 35680508 | BW   |
| Bahnhofstraße 33 53° 34′ 16″ N, 7° 53′ 35″ O  | Wohnhaus       | Traufständiger Putzbau unter Satteldach mit Mittelrisalit, um 1905. | 35678615 | BW   |
| Bahnhofstraße 35 53° 34′ 16″ N, 7° 53′ 34″ O  | Wohnhaus       | Eineinhalbgeschossiger, giebelständiger Putzbau mit zweigeschossigem Risalit an der Südwestseite; Baudekor mit Jugendstilformen, errichtet um 1907. | 35678640 | BW   |
| Bahnhofstraße 38 53° 34′ 14″ N, 7° 53′ 30″ O  | Wohnhaus       | Eineinhalbgeschossiger Putzbau mit Satteldach, giebelständig. An der Traufseite Mittelrisalit und seitlicher Wintergartenanbau. Neurenaissancegliederung. Um 1895. | 35682387 | BW   |
| Bahnhofstraße 39 53° 34′ 15″ N, 7° 53′ 34″ O  | Wohnhaus       | Zweigeschossiger Putzbau unter Walmdach mit Eckrisalit, zurückgesetzter Vorbau mit Eingang Haustür und Gliederung mit Jugendstilelementen. Gleichzeitiger Wirtschaftsanbau. Um 1905. | 35678665 | BW   |
| Bahnhofstraße 41 53° 34′ 15″ N, 7° 53′ 33″ O  | Wohnhaus       | Eingeschossiger, traufständiger Putzbau unter Satteldach, zweigeschossiger Mittelrisalit. Dekor in Neurenaissanceformen. Um 1895. | 35678691 | BW   |
| Bismarckstraße 1 53° 34′ 12″ N, 7° 53′ 42″ O  | Wohnhaus       | Eineinhalbgeschossiger Putzbau mit Satteldach in Art der „Oldenburger Hundehütte“, seitlich ausspringender Risalit, rückwärtig Wirtschaftsanbau, um 1900. Originale wandfeste Innenausstattung.                                                                                              | 35677639 | BW   |
| Bismarckstraße 1a 53° 34′ 12″ N, 7° 53′ 41″ O | Werkstatt      | | 35677616 | BW   |
| Bismarckstraße 3 53° 34′ 12″ N, 7° 53′ 43″ O  | Wohnhaus       | Eineinhalbgeschossiger Putzbau mit Satteldach in Art der „Oldenburger Hundehütte“, seitlich Veranda, um 1900, bauzeitlicher Eisenzaun. | 35677664 | BW   |
| Bismarckstraße 7 53° 34′ 12″ N, 7° 53′ 46″ O  | Wohnhaus       | Zweigeschossiger giebelständiger Putzbau unter Krüppelwalmdach, im EG veränderte Fensteröffnungen, um 1905 erbaut. | 35677717 | BW   |
| Bismarckstraße 9 53° 34′ 12″ N, 7° 53′ 47″ O  | Wohnhaus       | Eineinhalbgeschossiger Putzbau mit zweigeschossigem Eckrisalit, Krüppelwalmdach; Backsteingliederung, rückwärtig Anbau; um 1905 von Theodor Eilers errichtet. | 35677742 | BW   |
| Bismarckstraße 11 53° 34′ 12″ N, 7° 53′ 48″ O | Wohnhaus       | Eineinhalbgeschossiger giebelständiger Bau unter Satteldach, Backsteinfassade mit Putzgliederung, die übrigen Seiten verputzt; um 1905. | 35677768 | BW   |
| Bismarckstraße 13 53° 34′ 12″ N, 7° 53′ 49″ O | Wohnhaus       | Eineinhalbgeschossiger, giebelständiger Putzbau unter Satteldach in der Art der „Oldenburger Hundehütte“, seitlich Risalit, rückwärtiger Wirtschaftsanbau; um 1905 errichtet. | 35677793 | BW   |
| Bismarckstraße 15 53° 34′ 12″ N, 7° 53′ 51″ O | Wohnhaus       | Eineinhalbgeschossiger Putzbau mit zweigeschossigenEckrisaliten zur Straße und zum Hof, rückwärtig Wirtschaftsanbau; 1897 nach Entwürfen von Theodor Eilers errichtet. | 35677818 | BW   |
| Bismarckstraße 17 53° 34′ 12″ N, 7° 53′ 52″ O | Wohnhaus       | Giebelständiger, eineinhalbgeschossiger Bau mit Backsteinfassaden unter Satteldach; Putzgliederung, an der Fassade Balkon mit Eisengeländer, um 1910 errichtet. | 35677843 | BW   |
| Bismarckstraße 19 53° 34′ 12″ N, 7° 53′ 53″ O | Wohnhaus       | Eineinhalbgeschossiger, giebelständiger Putzbau unter Satteldach auf hohem Sockelgeschoss. Seitlich zweigeschossiger Eingangsvorbau. um 1905 errichtet. | 35677869 | BW   |
| Blumenstraße 1 53° 34′ 28″ N, 7° 53′ 50″ O    | Wohnhaus       | Zweigeschossiger Ziegelbau unter Walmdach, um 1935 errichtet, der den Abschluss der Blumenstraße zum Elisabethufer bildet. | 35677947 | BW   |
| Blumenstraße 2 53° 34′ 28″ N, 7° 53′ 49″ O    | Wohnhaus       | Zweigeschossiger Putzbau unter giebelständigem Satteldach, an der Westseite eingeschossige Veranda. 1880 datiert – mit älterem Kern. Rückwärtiger Wirtschaftsteil. Westlich des Hauses Garage (Putzbau unter Satteldach, teilweise verändert); Teile der bauzeitlichen Einfriedung erhalten. | 35677974 | BW   |
| Blumenstraße 3 53° 34′ 29″ N, 7° 53′ 48″ O    | Wohnhaus       | Eingeschossiger, traufständiger Putzbau unter Walmdach mit zweigeschossigem, übergiebeltem Mittelrisalit mit zwei Haupteingängen. Anfang des 19. Jh. errichtet, Umbau mit Schmuckfassade wohl Ende 19. Jh.                                                                                   | 35678003 | BW   |
| Blumenstraße 4 53° 34′ 29″ N, 7° 53′ 47″ O    | Wohnhaus       | Eingeschossiger, giebelständiger Putzbau, wohl Mitte 19. Jh. errichtet. Fensteröffnungen verändert. | 35678029 | BW   |
| Blumenstraße 6 53° 34′ 29″ N, 7° 53′ 46″ O    | Wohnhaus       | Giebelständiger, eingeschossiger Putzbau unter Krüppelwalmdach, wohl aus der 2. Hälfte des 19. Jh. | 35678055 | BW   |
| Blumenstraße 6 53° 34′ 29″ N, 7° 53′ 47″ O    | Brunnen        | Heute im Vorgarten der Nr. 6 stehender Pumpbrunnen mit hölzerner Ummantelung. Bis zur Einrichtung einer Wasserleitung in Jever 1928 als öffentliche Wasserstelle in Betrieb. | 35672527 | BW   |
| Blumenstraße 7 53° 34′ 28″ N, 7° 53′ 46″ O    | Wohnhaus       | Giebelständiger, eingeschossiger Putzbau unter Satteldach aus dem frühen 19. Jh. An der Rückseite verlängert, dort Inschrift „H R DUDEN 1873“. | 35678081 | BW   |
| Blumenstraße 8 53° 34′ 28″ N, 7° 53′ 47″ O    | Wohnhaus       | Giebelständiger, eingeschossiger Massivbau unter Satteldach. Anfang 19. Jh. errichtet; Straßengiebel um 1900 verändert und verputzt. | 35678107 | BW   |
| Blumenstraße 9 53° 34′ 28″ N, 7° 53′ 47″ O    | Wohnhaus       | Eingeschossiger, giebelständiger Putzbau unter Satteldach, in der 1. Hälfte des 19. Jh. errichtet. | 35678133 | BW   |

## D
| Lage                                         | Bezeichnung | Beschreibung                                                                                             | ID       | Bild |
| -------------------------------------------- | ----------- | --- | -------- | ---- |
| Drostenstraße 13 53° 34′ 28″ N, 7° 53′ 56″ O | Wohnhaus    | Eingeschossiger, geschlämmter Ziegelbau unter Krüppelwalmdach mit mehreren Eingängen. Um 1811 errichtet. | 35674918 | BW   |

## E
| Lage                                         | Bezeichnung | Beschreibung | ID       | Bild |
| -------------------------------------------- | ----------- | --- | -------- | ---- |
| Elisabethufer 10 53° 34′ 32″ N, 7° 53′ 57″ O | Wohnhaus    | Eineinhalbgeschossiger Massivbau auf Sockelgeschoss. Aufwändig gestaltete, ziegelsichtige Fassade mit Seitenrisaliten unter giebelständigen Krüppelwalmdächern. Aufgeputztes Baudekor in Form von Eckquaderung, Fensterrahmungen, Brüstungsfeldern, Gesimse und Verdachungen. Zwischen den Risaliten Loggia, dahinter Eingang, Dachtürmchen mit Zwiebelhaube. 1904 errichtet, 1911 rückwärtiger Erweiterungsbau. Vorgarten.                                              | 35680560 | BW   |
| Elisabethufer 18 53° 34′ 32″ N, 7° 54′ 6″ O  | Wohnhaus    | Eineinhalbgeschossiger Putzbau auf hohem Sockelgeschoss unter giebelständigem Satteldach. Um 1890 errichtet. Vierachsige Fassade mit Baudekor in Form von umlaufenden Gesimsen, horizontalen Fensterverdachungen. Die beiden mittleren Fenster im OG durch Rahmungen hervorgehoben. Mittig Medaillon mit Frauenkopf. An der Nordwestseite Zweigeschossiger seitenflügelartiger Bauteil unter traufständigem Satteldach. Eingeschossiger Eingangsvorbau 1913 hinzugefügt. | 35680585 | BW   |

## F
| Lage                                                 | Bezeichnung                   | Beschreibung | ID       | Bild |
| ---------------------------------------------------- | ----------------------------- | --- | -------- | ---- |
| Florianstraße 53° 34′ 9″ N, 7° 53′ 32″ O             | Bahnhof Jever (Güterschuppen) | Eingeschossiger Backsteinbau mit flachem Satteldach in Pappdeckung, beidseitig Laderampen mit Schiebetoren. Letztes Viertel des 19. Jh. | 35677539 | BW   |
| Fräulein-Marien-Straße 1 53° 34′ 24″ N, 7° 54′ 10″ O | Amtsschließerei               | Zweiteiliger Gebäudekomplex aus Wohnhaus und Gefängnis. Pläne von 1911/12 durch Großherzogliches Landbauamt, Arch. Baurat Raucheld. Zweigeschossige Putzbauten, Wohnhaus unter Walmdach, Gefängnistrakt unter Satteldach. | 35680608 |      |
| Fräulein-Marien-Straße 7 53° 34′ 27″ N, 7° 54′ 7″ O  | Wohnhaus                      | Aufwändig gestaltetes eineinhalb- bis zweigeschossiges Wohnhaus, Putzbau auf hohem Souterraingeschoss, differenzierter Grund- und Aufriss, dadurch Krüppelwalmdächer mit unterschiedlichen Firsthöhen. Fassade durch zweigeschossigen,zweiachsigen Mittelrisalit mit dreiseitigem Erker im EG und giebelständigem Dach betont. Reiches Baudekor, ua. Eckrustizierungen und Verdachungen. 1903 errichtet. | 35680634 |      |

## G
| Lage                                                  | Bezeichnung               | Beschreibung | ID       | Bild |
| ----------------------------------------------------- | ------------------------- | --- | -------- | ---- |
| Grashaus 1 53° 34′ 27″ N, 7° 54′ 40″ O                | Wohn-/ Wirtschaftsgebäude | Zweigeschossiges, verputztes Wohnhaus unter Satteldach. Im Kern von 1821, 1884 umgebaut – Verbindungstrakt zur Gulfscheune (1904) um 1920.                                                                            | 35679336 | BW   |
| Grashaus 1 53° 34′ 25″ N, 7° 54′ 38″ O                | Gartenanlage              | Parkartiges Gartengelände mit vasenbekrönten Torpfeilern aus dem frühen 19. Jh. | 35672144 | BW   |
| Grashaus 1 53° 34′ 27″ N, 7° 54′ 38″ O                | Graft                     | | 35672987 | BW   |
| Große Burgstraße 1 53° 34′ 22″ N, 7° 54′ 5″ O         | Wohn-/ Geschäftshaus      | Zur Großen Burgstraße giebelständiger, zweigeschossiger Putzbau unter Satteldach. Im Kern aus dem 17. Jh., 1911 umgebaut.                                                                                             | 35680659 | BW   |
| Große Burgstraße 11 53° 34′ 22″ N, 7° 54′ 2″ O        | Kino                      | Eingeschossiger, verputzter Backsteinbau unter Mansardgiebeldach, zweigeschossiger Straßengiebel mit Dreiecksgiebel. Erbaut 1913 als Kinogebäude, um 1935 umgenutzt zum Wohn-/ Geschäftshaus.                         | 44046004 | BW   |
| Große Burgstraße 18 53° 34′ 23″ N, 7° 54′ 0″ O        | Wohn-/Geschäftshaus       | | 35674945 |      |
| Große Wasserpfortstraße 1 53° 34′ 23″ N, 7° 53′ 58″ O | Pfarrhaus                 | Eingeschossiger Putzbau unter Walmdach. Siebenachsige Fassade mit zweigeschossigem Mittelrisalit unter giebelständigem Satteldach. Im Kern aus dem 17. Jh., EG 1751, Risalit mit Putzdekor wohl 2. Hälfte des 19. Jh. | 35680709 |      |

## H
| Lage                                      | Bezeichnung               | Beschreibung | ID       | Bild |
| ----------------------------------------- | ------------------------- | --- | -------- | ---- |
| Hooksweg 9 53° 34′ 39″ N, 7° 54′ 29″ O    | Schlachtmühle             | Vierflügeliger Galerieholländer mit dreigeschossigem oktogonalem Ziegelsockel und korbbogiger Einfahrt, oberer Teil in Holzkonstruktion mit Reetdeckung, Baujahr: 1847.                                                                                      | 35674999 |      |
| Hooksweg 9 53° 34′ 39″ N, 7° 54′ 29″ O    | Backhaus                  | Eingeschossiger Ziegelbau unter Krüppelwalmdach an der Nordseite der Mühle. | 35675054 | BW   |
| Hooksweg 9 53° 34′ 39″ N, 7° 54′ 28″ O    | Müllerhaus                | Eingeschossiger, traufständiger Ziegelbau unter Krüppelwalmdach. Mittiger Hauseingang mit Sandsteinportal mit segmentbogigem Sturz und Volutengesims; 1817 errichtet, Anbau um 1935.                                                                         | 35674969 |      |
| Hooksweg 9 53° 34′ 39″ N, 7° 54′ 30″ O    | Gulfscheune Schlachtmühle | Um 1870 errichtete Scheune unter traufständigem Satteldach. Gulfkonstruktion mit Längsdurchfahrt, Außenmauer aus Backstein. Am Nordwestgiebel jeweils ein Anbau unter Satteldach. Straßenseitige Traufseite nachträglich mit Anbau unter Pultdach erweitert. | 35675027 | BW   |
| Hopfenzaun 14 53° 34′ 29″ N, 7° 54′ 0″ O  | Wohnhaus                  | Eingeschossiger, giebelständiger Putzbau unter Krüppelwalmdach. Symmetrische Fassade mit mittigem Eingang, seitlich je zwei Fensterachsen; Ende des 18. Jh. errichtet, Umgestaltung Anfang 20. Jh.                                                           | 35675081 | BW   |
| Hopfenzaun 16 53° 34′ 30″ N, 7° 53′ 59″ O | Wohnhaus                  | Eingeschossiger, giebelständiger Putzbau unter Krüppelwalmdach. Fünfachsige Fassade mit mittigem Eingang, zwei Fenster im Giebeltrapez. Im Kern 18. Jh. | 35675112 | BW   |
| Hopfenzaun 18 53° 34′ 30″ N, 7° 53′ 59″ O | Wohnhaus                  | Eingeschossiger, giebelständiger Putzbau mit ausgebautem Dachgeschoss unter Satteldach. Mitte 19. Jh. errichtet. | 35675140 | BW   |
| Hopfenzaun 20 53° 34′ 30″ N, 7° 53′ 59″ O | Wohnhaus                  | Eingeschossiger giebelständiger Bau unter Krüppelwalmdach, Mitte 19. Jh. errichtet. | 35675165 | BW   |
| Hopfenzaun 22 53° 34′ 30″ N, 7° 53′ 58″ O | Wohnhaus                  | Eingeschossiger, giebelständiger Ziegelbau unter Satteldach. Im Kern vermutlich noch 18. Jh., Fassade Ende 19. Jh. umgestaltet. | 35675192 | BW   |

## J
| Lage                                           | Bezeichnung                        | Beschreibung | ID       | Bild |
| ---------------------------------------------- | ---------------------------------- | --- | -------- | ---- |
| Jürgens Dreesche 1 53° 34′ 47″ N, 7° 53′ 38″ O | Landhaus Jürgens Dreesche          | Eingeschossiger Putzbau auf hohem Sockel unter Walmdach in Ziegeldeckung mit Wirtschaftstrakt. Gartenfassade fünfachsig mit mittigem Eingang und Freitreppe und darüberliegendem Zwerchhaus. Baujahr: 1723 und 1813.          | 35676749 | BW   |
| Jürgens Dreesche 1 53° 34′ 47″ N, 7° 53′ 34″ O | Landhaus Jürgens Dreesche (Garten) | Hausgarten des frühen 18. Jh. mit altem Baumbestand, Wegesystem, Grabenanlage und Nutzungsgliederung. Wälle als Zeugnis der ursprünglichen Nutzung als Dreesche, d.h. mit Wällen umfriedeten Brachlandes, das beweidet wurde. | 35676783 | BW   |
| Jürgens Dreesche 1 53° 34′ 47″ N, 7° 53′ 42″ O | Landhaus Jürgens Dreesche (Graft)  | Graftanlage | 35672473 | BW   |

## K
| Lage                                                   | Bezeichnung        | Beschreibung | ID       | Bild |
| ------------------------------------------------------ | ------------------ | --- | -------- | ---- |
| Kaakstraße 13 53° 34′ 28″ N, 7° 54′ 19″ O              | Wohnhaus           | Eingeschossiger Ziegelbau mit ausgebautem Dachgeschoss unter Satteldach, Giebeldreieck Rundbogenfenstern, um 1885. | 35675217 | BW   |
| Kaakstraße 15 53° 34′ 28″ N, 7° 54′ 19″ O              | Wohnhaus           | Zweigeschossiger Putzbau unter Walmdach, Fassadengestaltung durch profilierte Fenstereinfassungen, straßenseitig ehemals Ladeneingang. Bauzeit: 1. Hälfte 19. Jh. | 35675243 | BW   |
| Kaakstraße 17 53° 34′ 28″ N, 7° 54′ 20″ O              | Wohnhaus           | Zweigeschossiger Ziegelbau mit verputzter Straßenfront unter Walmdach, Fassadengestaltung durch profilierte Eingangs- und Fenstereinfassungen, Gesimse in Zementstein, Bauzeit: 1. Hälfte 19. Jh. | 35675269 | BW   |
| Karl-Jaspers-Anlagen 1 53° 34′ 25″ N, 7° 53′ 49″ O     | Schule             | Eingeschossiger Putzbau unter Krüppelwalmdach von 1817. Neunachsiges Gebäude, mittleren drei Achsen leicht vorgezogen, Zwerchhaus von 1852. Ältester klassizistischer Bau in Jever, noch unter russischer Herrschaft errichtet. | 35680735 | BW   |
| Kattrepel 3 53° 34′ 29″ N, 7° 54′ 14″ O                | Lagergebäude       | Eingeschossiger, giebelständiger Ziegelbau unter Satteldach. Am Giebel Einfahrtstor, darüber Ladeluke und Kran. Inschriftlich datiert 1822. Ursprüngliches Nebengebäude zur Neuen Straße 8. | 35681145 | BW   |
| Kleine Bahnhofstraße 1 53° 34′ 13″ N, 7° 53′ 34″ O     | Wohnhaus           | Um 1880/90 errichtetes eineinhalbgeschossiges Giebelhaus unter Satteldach. Vierachsige Fassade mit Baudekor in Form von Gesimsen, Verdachungen, Pilasterrahmung der mittleren beiden Obergeschossfenster. | 35679258 | BW   |
| Kleine Bahnhofstraße 5 53° 34′ 13″ N, 7° 53′ 35″ O     | Wohnhaus           | Eineinhalbgeschossiger Putzbau unter giebelständigem Satteldach. Fassade mit Putzdekor in Form von Gesimse, Fensterrahmungen und -verdachungen. Um 1890 errichtet. | 35679284 | BW   |
| Kleine Bahnhofstraße 7 53° 34′ 13″ N, 7° 53′ 36″ O     | Wohnhaus           | Eineinhalbgeschossiger Putzbau unter giebelständigem Satteldach. An der Fassade außermittiger Standerker, an der Traufseite Mittelrisalit mit Treppenhaus. Um 1895 errichtet. | 35679310 | BW   |
| Kleine Rosmarinstraße 2 53° 34′ 25″ N, 7° 54′ 7″ O     | Wirtschaftsgebäude | | 43871118 | BW   |
| Kleine Rosmarinstraße 5 53° 34′ 26″ N, 7° 54′ 9″ O     | Wohnhaus           | Turmartiger zweigeschossiger Putzbau unter Pyramidendach, im Kern 17. Jh. Umbau um 1840 für Pastor Dr. Johannes Chemnitz. An der Nordseite zweigeschossiger Anbau unter Pultdach, fachwerksichtig im OG. Westlich zweigeschossiges, dreiachsiges Wohnhaus unter Walmdach dazwischen traufständiger, eingeschossiger Verbindungsbau mit Rundbogenöffnung und nachträglich eingebauten Garagentor. | 35682362 |      |
| Kleine Rosmarinstraße 8 53° 34′ 26″ N, 7° 54′ 9″ O     | Wohnhaus           | Eingeschossiger Putzbau unter Satteldach an der Ecke Frl.-Marien-Straße. Dreiachsiges Zwerchhaus, mittiger Eingang mit barocker Portalrahmung in Form von Pilastern, profilierter Sturz und flachem Schweifgiebel mit Muschel. Im 18. Jh. errichtet und 1838 umgebaut. | 35675295 | BW   |
| Kleine Wasserpfortstraße 3 53° 34′ 25″ N, 7° 53′ 51″ O | Wohnhaus           | Eingeschossiger Ziegelbau unter traufständigem Krüppelwalmdach, teilunterkellert. Straßenfassade symmetrisch gegliedert mit zwei Hauseingängen hinter vorgelegter Treppe. In der 2. Hälftes des 19. Jh. errichtet. | 35680782 | BW   |

## L
| Lage                                       | Bezeichnung        | Beschreibung | ID       | Bild |
| ------------------------------------------ | ------------------ | --- | -------- | ---- |
| Lindenallee 1 53° 34′ 19″ N, 7° 53′ 55″ O  | Kreishaus          | Dreigeschossiger Ziegelbau auf Sockelgeschoss unter Walmdach. Fassade von siebzehn Achsen, die mittleren drei zu einem übergiebelten Risalit, Adler im Dreiecksgiebel, vorgezogen, EG loggienartig mit großen Rundbogenöffnungen mit Sandsteinrahmungen. Risalit und Gebäudeecken durch Sandsteinquader eingefasst. 1936–1938 nach Entwürfen von Josef Wohlschläger errichtet. | 35680807 |      |
| Lindenallee 4 53° 34′ 19″ N, 7° 53′ 52″ O  | Wohnhaus           | Eineinhalbgeschossiger Putzbau unter giebelständigem Satteldach. Vierachsige Fassade mit dreiseitigem Erderker an der linken Erdgeschossseite. Horizontale Gliederung in Form von Gesimsen und Verdachungen. 1907 errichtet. | 35680834 | BW   |
| Lindenallee 11 53° 34′ 10″ N, 7° 53′ 56″ O | Wohnhaus           | Eingeschossiger Ziegelbau unter traufständigem Satteldach. Straßenseitig mittiger Eingang mit Baldachinportal, darüber dreiachsiges Zwerchhaus mit Schweifgiebel. Um 1923 errichtet.bauzeitliche Einfriedung. | 35680859 | BW   |
| Lindenallee 15 53° 34′ 9″ N, 7° 53′ 55″ O  | Wohnhaus           | Eingeschossiger Ziegelbau unter giebelständigem Satteldach. Sparsames Dekor in Steinsetzungen als Fries und Eckpilaster. Giebel mit mittigem Eingang, neobarocke Haustür, darüber rundbogenförmige Verdachung mit Blechverkleidung, am Ortgang holländische Dreiecke gemauert. In den 20er Jahren des 20. Jh. errichtet.                                                       | 35680884 | BW   |
| Lohne 53° 34′ 34″ N, 7° 54′ 12″ O          | Kampütte           | Verputzter Ziegelbau über quadratischer Grundriss unter Pyramidendach mit Sandsteinkugel als Bekrönung. Gliederung mit konchenartige Nischen und Zahnschnittfries an der Traufe. 1837 anstelle eines Turms mit Windmühle als Aufbau. | 35680909 |      |
| Lükenshof 1 53° 34′ 41″ N, 7° 53′ 5″ O     | Lükenshof          | 1867 errichtetes Gulfhaus mit eineinhalbgeschossigem Wohnteil unter giebelständigem Satteldach. Vierachsiger Giebel, die beiden mittleren Fensterachsen in leicht zurückgesetzten Wandflächen. An der Südseite zweigeschossiger Mittelrisalit mit Dreiecksgiebel, im EG vorgesetzter Wintergarten. Um 1914–1919 von Theodor Eilers für den Viehhändler S. Levy umgebaut.       | 35682260 | BW   |
| Lükenshof 1 53° 34′ 39″ N, 7° 53′ 7″ O     | Lükenshof (Garten) | Das Gulfhaus umgebende Gartengelände. | 35680233 | BW   |
| Lükenshof 1 53° 34′ 40″ N, 7° 53′ 2″ O     | Lükenshof (Graft)  | | 35679900 | BW   |

## M
| Lage                                         | Bezeichnung                          | Beschreibung | ID       | Bild |
| -------------------------------------------- | ------------------------------------ | --- | -------- | ---- |
| Moorweg 2 53° 34′ 4″ N, 7° 53′ 44″ O         | Bahnhof Jever (Lokschuppen)          | Kleiner Ringlokschuppen mit zwei Ständen für Schlepptenderlokomotiven und Draisinen und Werkstatteinbau, in Backstein, Satteldach. | 35677461 | BW   |
| Mooshütter Weg 2 53° 34′ 16″ N, 7° 54′ 2″ O  | Villa                                | Zweigeschossiger Putzbau unter Walmdach. Siebenachsige Fassade mit dreiecksgiebelbekrönten Mittelrisalit, im EG Altan. Reiches Baudekor in Form von Pilastergliederung an Risalit und Altan. Umlaufendes Traufgesims mit Konsolfries. Um 1870 errichtet. | 35680936 | BW   |
| Mooshütter Weg 10 53° 34′ 13″ N, 7° 54′ 2″ O | Wohnhaus                             | Eineinhalbgeschossiger Putzbau unter giebelständigem Krüppelwalmdach, Gliederung durch umlaufendes Gurtgesims und Eckquaderung. Vierachsige Fassade, rechts dreiseitiger Erker mit Balkon. Südseite mit zweigeschossigem Mittelrisalit. Zwischen den Baukörpern, eingeschossige Veranda. Hauseingang an der Nordseite. | 35679613 | BW   |
| Mooshütter Weg 12 53° 34′ 12″ N, 7° 54′ 2″ O | Jugendherberge (ehem. Töchterschule) | Zweigeschossiger Putzbau unter Walmdach. 7:2 Fensterachsen, EG mit Putzfugenschnitt. 1881 als ehemalige Töchterschule erbaut. Moderner Pavillonanbau. | 35675323 | BW   |
| Mooshütter Weg 14 53° 34′ 11″ N, 7° 54′ 3″ O | Wohnhaus                             | Eineinhalbgeschossiger Putzbau unter Satteldach, giebelständig zur Bismarckstraße. Gliederung durch umlaufendes Gurtgesims. Vor dem Eingang an der Traufseite (Mooshütter Weg) verandenartiger, verglaster Vorbau aus Holz, um 1903 errichtet. | 35678159 | BW   |
| Mooshütter Weg 16 53° 34′ 11″ N, 7° 54′ 3″ O | Wohnhaus                             | Eineinhalbgeschossiger Putzbau unter giebelständigem Satteldach, Putzgliederung in Form von Gesimsen, Verdachungen sowie Eckrustizierung. Um 1903 errichtet. | 35678184 | BW   |
| Mooshütter Weg 18 53° 34′ 10″ N, 7° 54′ 3″ O | Wohnhaus                             | Eineinhalbgeschossiger Putzbau unter Satteldach, Dachüberstand mit Windbrettern; Vierachsige Fassade mit dreiseitigem Erker an der rechten Erdgeschossseite. Umlaufendes Gurtgesims und aufgeputzte Fensterrahmungen. 1911 von Theodor Eilers für Rektor August Janssen errichtet. | 35677565 | BW   |
| Mooshütter Weg 20 53° 34′ 9″ N, 7° 54′ 3″ O  | Wohnhaus                             | Eineinhalbgeschossiges Backsteingebäude mit Putzgliederung unter Satteldach, 1907 nach Entwürfen von Theodor Eilers an der Ecke Mooshütter Weg/Anton-Günther-Straße errichtet. Abgerundeter Erker im EG an der Giebelseite, verglaster Verandenanbau an der Südseite (Anton-Günther-Straße). | 35677591 | BW   |
| Mühlenstraße 1 53° 34′ 22″ N, 7° 54′ 20″ O   | Bank                                 | Dreigeschossiger Putzbau unter Walmdach mit Schieferdeckung. Erdgeschoss mit Putzfugen. An den Schauseiten zum Alten Markt und Mühlenstraße mittleren drei Achsen im OG durch Pilaster und Frontispiz hervorgehoben. 2. OG niedriger ausgebildet. Kernbau um 1801 errichtet, Erweiterung und Aufstockung Mitte des 19. Jh., Umbau 1914 durch Theodor Eilers, dabei ursprünglicher Eingang in der Mittelachse an der Mühlenstraße an den Alten Markt verlegt; Umnutzung als Bankgebäude. Für den Bankdirektor errichtete Eilers ein Wohnhaus auf dem Nachbargrundstück Alter Markt 13. Einfriedung. | 35675351 | BW   |
| Mühlenstraße 2 53° 34′ 22″ N, 7° 54′ 18″ O   | Wohn-/ Geschäftshaus                 | Zweigeschossiger Putzbau unter Walmdach, im OG Jugendstildetails, um 1915. | 35675381 | BW   |
| Mühlenstraße 8 53° 34′ 21″ N, 7° 54′ 19″ O   | Wohn-/ Geschäftshaus                 | 1909 nach Plänen von Theodor Eilers errichtetes Wohn- und Geschäftshaus. Verputztes Gebäude unter traufständigem Satteldach. Fassade mit leicht vortretendem Eck- und Mittelrisalit, beide mit Schweifgiebeln. Dekor in Jugendstilformen. | 35682213 | BW   |
| Mühlenstraße 14 53° 34′ 19″ N, 7° 54′ 21″ O  | Postgebäude                          | 1864 errichteter zweigeschossiger, siebenachsiger Ziegelbau auf Sockelgeschoss unter flachem Walmdach in Schieferdeckung. Fassadengliederung durch symmetrische Fensteranordnung, äußere Achsen durch Lisenen hervorgehoben. Umlaufendes Kranzgesims. An der Südseite zweigeschossiger Anbau unter Walmdach von 1927 | 35680963 | BW   |
| Mühlenstraße 15 53° 34′ 20″ N, 7° 54′ 23″ O  | Wohnhaus                             | | 35680990 | BW   |
| Mühlenstraße 18 53° 34′ 17″ N, 7° 54′ 23″ O  | Wohn-/ Geschäftshaus                 | Zweigeschossiges Wohn-/Geschäftshaus mit tonnengewölbten Kellern auf winkelförmigem Grundriss unter abgewinkeltem Krüppelwalmdach mit einheitlicher Firsthöhe. Ziegelsichtiger Bau mit aufwändiger Fassadengestaltung: Giebel mit polygonalen Eckpfeilern, die sich als Wandvorlagen an der Mittelachse wiederholen. Mittiges Rundbogenportal und Rundbogenfenster mit Maßwerk. Um 1860 als Weinhandlung errichtet, daher über mittlerem Obergeschossfenster Wappen mit Ähren und Weingläsern und dem Spruch. „Panem et vini copiam“. Bauzeitliche Einfriedung in Form eines gusseisernen Zauns.   | 35681014 | BW   |
| Mühlenstraße 29 53° 34′ 18″ N, 7° 54′ 24″ O  | Wohnhaus                             | | 35682658 | BW   |
| Mühlenstraße 30 53° 34′ 12″ N, 7° 54′ 28″ O  | Wohnhaus                             | Eingeschossiger, giebelständiger Putzbau unter Satteldach. Ziergiebel mit über den Fenstern angesetzten Wandpfeilern und geradem Abschluss. An der südlichen Traufseite Zwerchhaus, ebenfalls mit Ziergiebel. Im rechten Winkel angesetzter eineinhalbgeschossiger Wirtschaftsteil unter Satteldach. Am Nordgiebel und an der Traufseite zum Ibenweg Rundbogenfenster. In der 2. Hälfte des 19. Jh. errichtet. | 35682237 | BW   |
| Mühlenstraße 42 53° 34′ 7″ N, 7° 54′ 32″ O   | Wohnhaus                             | Eingeschossiger, traufständiger Putzbau unter Krüppelwalmdach. Fünfachsige Fassade mit Zwerchhaus. Mittiger Eingang durch Portalrahmung hervorgehoben. Mitte des 19. Jahrhunderts erbaut. | 35682411 | BW   |
| Mühlenstraße 47 53° 34′ 15″ N, 7° 54′ 28″ O  | Wohnhaus                             | Zweigeschossiger Putzbau unter Walmdach. Um 1885 errichtet. | 35678590 | BW   |
| Mühlenstraße 49 53° 34′ 14″ N, 7° 54′ 28″ O  | Wohnhaus                             | Um 1885 errichteter eineinhalbgeschossiger Putzbau unter giebelständigem Satteldach. Sechsachsige Traufseite mit Mittelrisalit und Zwerchhaus. Gartenanlage, originaler Eisenzaun. | 35675433 | BW   |
| Mühlenstraße 51 53° 34′ 13″ N, 7° 54′ 30″ O  | Wohnhaus                             | Eineinhalbgeschossiger Putzbau über L-förmigen Grundriss unter Satteldächern mit großem Gartengrundstück. An der nordwestlichen Traufseite mittiger Eingang, darüber Zwerchhaus. Auf der rechten Seite Pferderelief. Straßenseiter Giebel mit Backstein verblendet. Baudekor (Fensterrahmungen, Eckpilaster, Gurtgesims) in Putz abgesetzt. Wintergarten an der Südwestecke, zwischen den Gebäudeteilen. 1895 von Theodor Eilers für Mühlenbesitzer Georg Heinrich Frerichs errichtet. | 35675463 | BW   |
| Mühlenstraße 52 53° 34′ 0″ N, 7° 54′ 40″ O   | Haus Tivoli (ehem.Gartenwirtschaft)  | Eineinhalbgeschossiger Putzbau auf hohem Sockel unter Satteldach. An der nordöstlichen Traufseite zweigeschossiger Mittelrisalit mit dreiseitigem Erker im EG. Fassadenschmuck durch profilierte Fensterrahmungen, besonders die Obergeschossfenster des Risalits hervorgehoben. Umlaufendes Gurtgesims. Erbaut 1906 von Theodor Eilers. Großes Gartengrundstück, teilweise von Graft umgeben. | 35681041 | BW   |
| Mühlenstraße 52 53° 34′ 0″ N, 7° 54′ 40″ O   | Haus Tivoli (Garten)                 | | 35679967 | BW   |
| Mühlenstraße 52 53° 34′ 0″ N, 7° 54′ 42″ O   | Haus Tivoli (Graft)                  | | 35680212 | BW   |
| Mühlenstraße 53 53° 34′ 12″ N, 7° 54′ 30″ O  | Wohnhaus                             | Eineinhalbgeschossiger, giebelständiger Putzbau unter Satteldach. Vierachsige Fassade mit vorgesetztem Wintergarten im EG. Baudekor in Form von Gurtgesims, Brüstungsfeldern und Dreiecksverdachungen der Obergeschossfenster. Erbaut „1895“. | 35679496 | BW   |
| Mühlenstraße 65 53° 34′ 7″ N, 7° 54′ 34″ O   | Wohnhaus                             | Eingesch. Bau in Ziegelsichtmauerwerk mit ausgebautem Drempel. Schopfwalmdach, Ziegeldeckung teilw. Zementformsteine, reiche Fassadengestaltung in Zementputzornamentik, 1901/02 von Theodor Eilers für sich und seine Familie errichtet, er lebte dort bis zu seinem Tod 1949. | 35681066 | BW   |
| Mühlenstraße 69 53° 34′ 6″ N, 7° 54′ 35″ O   | Wohnhaus                             | Zweigeschossiger blockhafter Putzbau auf hohem Kellersockel. Die beiden nördlichen Achsen als Außenrisalit straßen- und rückseitig vorgezogen; Neurenaissancegliederung, 1890 von Theodor Eilers als eigenes Wohnhaus errichtet. Gartengrundstück mit Ziegelmauer als Einfriedung. | 35681091 | BW   |

## N
| Lage                                       | Bezeichnung          | Beschreibung | ID       | Bild |
| ------------------------------------------ | -------------------- | --- | -------- | ---- |
| Neue Straße 3 53° 34′ 27″ N, 7° 54′ 13″ O  | Wohn-/ Geschäftshaus | Um 1880 errichteter, fünfachsiger Putzbau unter Walmdach. Mittiger Ladeneingang zwischen geschosshohen Schaufenstern. Kranzgesims mit Konsolfries, dreiecksgiebelbekröntes Dachhaus. An der Rückseite zum Von-Thünen-Ufer dreigeschossiger Erweiterungsbau, 1901 von Theodor Eilers errichtet. | 35681116 | BW   |
| Neue Straße 8 53° 34′ 28″ N, 7° 54′ 13″ O  | Wohn-/ Geschäftshaus | Zweigeschossiger, verputzter Massivbau über winkelförmigem Grundriss unter Walmdach, am Kattrepel als Krüppelwalm ausgebildet. In der 1. Hälfte des 19. Jh. errichtet, Umbau und Erweiterung Ende des 19. Jh.                                                                                  | 40091841 | BW   |
| Neue Straße 18 53° 34′ 30″ N, 7° 54′ 12″ O | Wohn-/ Geschäftshaus | Zweigeschossiges Giebelhaus mit Ladeneinbau unter Satteldach. Im Kern von 1777, expressionistische Klinkerfassade mit zwei Fenstererkern 1930 vorgeblendet. | 35681171 | BW   |

## P
| Lage                                             | Bezeichnung | Beschreibung | ID       | Bild |
| ------------------------------------------------ | ----------- | --- | -------- | ---- |
| P.-W.-Janssen-Weg 12 53° 34′ 12″ N, 7° 54′ 17″ O | Gulfhaus    | Kleines Gulfhaus aus der 2. Hälfte des 19. Jh. Außenwände aus massiven Backsteinmauerwerk. Satteldach giebelständig zum P.-W.-Janssen-Weg. | 35675544 | BW   |
| Petersilienstraße 3 53° 34′ 24″ N, 7° 54′ 20″ O  | Wohnhaus    | Kleines eingeschossiges Wohnhaus. In der 1. Hälfte des 19. Jh. in massiver Backsteinbauweise unter giebelständigem Satteldach errichtet.   | 35675544 | BW   |
| Petersilienstraße 4 53° 34′ 24″ N, 7° 54′ 20″ O  | Wohnhaus    | Eingeschossiger kleiner Putzbau mit traufständigem Satteldach, wohl Mitte 19. Jh. errichtet.                                               | 35675573 | BW   |

## S
| Lage                                             | Bezeichnung                            | Beschreibung | ID       | Bild           |
| ------------------------------------------------ | -------------------------------------- | --- | -------- | -------------- |
| Schillerstraße 7 53° 34′ 34″ N, 7° 54′ 1″ O      | Wohnhaus                               | Unterkellerter verputzter Rohziegelbau. Straßenseitiger Hausteil zweigeschossig unter Satteldach mit giebelseitigem Treppenhausvorbau und polygonalem Altan. Barockisierender Eingang. | 35675597 | BW             |
| Schillerstraße 9 53° 34′ 35″ N, 7° 54′ 2″ O      | Wohnhaus                               | Eineinhalb- bzw. zweigeschossiger Massivbau auf hohem Kellersockel. Differenzierte Grund- und Aufrissgliederung; giebelständiger, vortretender Haupttrakt unter Satteldach. | 35675622 | BW             |
| Schillerstraße 11 53° 34′ 36″ N, 7° 54′ 3″ O     | Wohnhaus                               | Eineinhalbgeschossiger Putzbau auf hohem Sockelgeschoss unter traufständigem Satteldach. Differenzierte Grund- und Aufrissgliederung. An der Fassade mittig polygonaler zweigeschossiger Erker um Turmhaube. An der Ecke zur Rosenstraße vorgezogener Fachwerkerker. Zierfachwerk am Halbgeschoss, Giebel sowie am Turmobergeschoss. 1907 von Theodor Eilers für Frau von Thünen errichtet. | 35681245 |                |
| Schlachte 1 53° 34′ 33″ N, 7° 54′ 17″ O          | Wohnhaus                               | Zweigeschossiger Putzbau unter Satteldach an der Ecke zum Grünen Garten. Anfang des 19. Jh. errichtet, um 1900 aufgestockt und um eine Achse erweitert. | 35678765 | BW             |
| Schlachte 3 53° 34′ 33″ N, 7° 54′ 18″ O          | „Zur Schlachte“                        | Eingeschossiger Putzbau mit zweigeschossigem, zweiachsigem Eckrisalit, datiert 1697, jedoch später stark umgebaut, u.a. Schleppgaube. | 35675673 | BW             |
| Schlachte 5 53° 34′ 33″ N, 7° 54′ 19″ O          | Wohnhaus                               | Zweigeschossiger Backsteinbau unter Walmdach, um 1860 errichtet. | 35678817 | BW             |
| Schlachte 6 53° 34′ 33″ N, 7° 54′ 20″ O          | Wohnhaus                               | Zweigeschossiger Putzbau unter Satteldach, wohl 1. Hälfte 19. Jh., teilweise umgebaut um 1890, Gaube von 1988. | 35678846 | BW             |
| Schlachte 8 53° 34′ 34″ N, 7° 54′ 21″ O          | „Goldener Anker“                       | Eingeschossiger Putzbau unter Satteldach, östlicher Teil zweigeschossig. Im Kern um 1800 errichtet, in der 2. Hälfte des 19. Jh. aufgestockt. | 35675703 | BW             |
| Schlachte 11 53° 34′ 35″ N, 7° 54′ 21″ O         | Wohnhaus                               | Eineinhalbgeschossiger Putzbau unter giebelständigem Satteldach; um 1895 errichtet. | 35678929 |                |
| Schlachte 12 53° 34′ 35″ N, 7° 54′ 21″ O         | Wohnhaus                               | Giebelständiger, eineinhalbgeschossiger Putzbau mit Mansardendach, im Kern 1. H. 19. Jh. (mit Schmiede), umgebaut 1913. | 35678956 | BW             |
| Schlachte 14 53° 34′ 35″ N, 7° 54′ 20″ O         | Wohnhaus                               | Eineinhalbgeschossiger giebelständiger Backsteinbau, im Kern Mitte 19. Jh., um 1935 neu verblendet. Dekor in Form von horizontalen Klinkerbändern, die an Fensterläden erinnern. | 35679011 | BW             |
| Schlachte 15 53° 34′ 35″ N, 7° 54′ 20″ O         | Wohnhaus                               | Giebelständiger, eingeschossiger Putzbau unter giebelständigem Satteldach. 1864 errichtet. | 35679039 | BW             |
| Schlachte 16 53° 34′ 35″ N, 7° 54′ 19″ O         | Wohnhaus                               | Eineinhalbgeschossiger Putzbau unter giebelständigem Satteldach. Um 1870 errichtet. | 35679066 | BW             |
| Schlachte 18 53° 34′ 35″ N, 7° 54′ 18″ O         | Wohnhaus                               | Eckhaus zur Wangerländischen Straße. Putzbau unter Walmdach, erbaut 1955/58. | 35679095 | BW             |
| Schlachte 19 53° 34′ 34″ N, 7° 54′ 17″ O         | Wohnhaus                               | Eineinhalbgeschossiges, verputztes Eckgebäude mit Dreiecksgiebeln an den beiden Schauseiten und der abgefasten Ecke. Um 1895 errichtet. | 35679121 | BW             |
| Schlachtstraße 1 53° 34′ 31″ N, 7° 54′ 9″ O      | „Haus der Getreuen“                    | Gebäudekomplex aus Vordergebäude, zwei Hinterhäusern und einem Quertrakt. Vorderhaus zweigeschossiger Ziegelbau unter traufständigem Satteldach von 5 Achsen, mittig aufwändig gestaltetes Rokokoportal – zusammen mit rückwärtigen, eingeschossigen Hintergebäude 1731 errichtet. Auf der Westseite (Elisabethufer) vor 1890 um eine verputzte Fensterachse erweitert. Quertrakt und zweites Hintergebäude aus der 2. Hälfte des 19. Jh., im 20. Jh. im Inneren verändert. | 35681271 |                |
| Schlachtstraße 2 53° 34′ 30″ N, 7° 54′ 10″ O     | Wohn-/ Geschäftshaus                   | Um 1880 errichteter zweigeschossiger Putzbau über winkelförmigem Grundriss als Kopfbau an der Schlachtstraße zwischen Von-Thünen-Ufer und Neue Straße. Siebenachsige Fassade mit dreichachsigem leicht vorgezogenem Mittelrisalit – darüber Zwerchhaus mit Dreiecksgiebel. Reiches Dekor mit Eckrustizierungen, Verdachungen und umlaufenden Gesimsen und Konsolfries an der Traufe. Fassade an der Neuen Straße schlichter gestaltet. Rückseitig am Von-Thünen-Ufer eingeschossiger Wintergarten, darüber Balkon mit gusseisernem Ziergitter (Weinlaub und -trauben). | 35681299 | BW             |
| Schlachtstraße 3 / 5 53° 34′ 31″ N, 7° 54′ 10″ O | Wohn-/ Geschäftshaus                   | Um 1860 Umbau eines Vorgängerbaus. Zweigeschossiger, verputzter Ziegelbau unter traufständigem Krüppelwalmdach. Straßenfassade im EG mit rundbogigen Fenster- bzw. Türöffnungen. An der Nordwestseite langgestreckte Anbau. | 35681325 | BW             |
| Schlachtstraße 29 53° 34′ 33″ N, 7° 54′ 16″ O    | Wohnhaus                               | | 35681350 | BW             |
| Schlachtstraße 30 53° 34′ 32″ N, 7° 54′ 17″ O    | Packhaus                               | Zweigeschossiger, langgestreckter Rohziegelbau unter Krüppelwalmdach, Mitte des 19. Jahrhunderts errichtet. Mittiger Eingang an der Giebelseite, darüber Ladeluke. An der Traufseite mittiges Dachhaus mit Aufzug über ehemaliger Ladeluke. | 35681375 |                |
| Schlosserplatz 53° 34′ 22″ N, 7° 53′ 48″ O       | Schlosserdenkmal                       | Obelisk auf hohem Sandstein-Sockel, Bronzemedaillon als vertieftes Relief, festongeschmückt mit Widmung. Zum Gedenken an den in Jever geborenen Friedrich Christoph Schlosser (1776–1861) 1878 in den Wallanlagen aufgestellt. | 35675823 | Weitere Bilder |
| Schlosserplatz 1 53° 34′ 20″ N, 7° 53′ 51″ O     | Wohnhaus                               | Eingeschossiger Putzbau unter Satteldach, traufseitig mit zweigeschossigem Risalit mit Dreiecksgiebel, Giebelseite durch Eckpfeiler und Lisenen gegliedert. Um 1900 errichtet, Risalit 1911 hinzugefügt. | 35681401 | BW             |
| Schlosserplatz 4 53° 34′ 22″ N, 7° 53′ 46″ O     | Villa Jaspers                          | Zweigeschossiger Putzbau mit fünf Achsen unter Walmdach in Schieferdeckung, Seitenrisalite übergiebelt, zentraler Eingang mit Freitreppe und säulengestütztem Altan, spätklassizistisches Dekor, ca. 1860 als Alterssitz von Carl Wilhelm Jaspers, Eigentümer von Gut Sanderbusch, erbaut. | 35681425 |                |
| Schlosserstraße 3 53° 34′ 19″ N, 7° 53′ 45″ O    | Wohnhaus                               | Eineinhalbgeschossiger Putzbau unter giebelständigem Satteldach in Schieferdeckung, Giebelfront mit Ecklisenen. Um 1895 errichtet. | 35675851 | BW             |
| Schlosserstraße 5 53° 34′ 19″ N, 7° 53′ 44″ O    | Wohnhaus                               | Eineinhalbgeschossiger, verputzter Ziegelbau unter Satteldach in Englischer Schieferdeckung. Nordöstliche Traufseite mit zwerchgiebelbekröntem Treppenhausvorbau. 1897 nach Entwürfen von Theodor Eilers errichtet. | 35675876 | BW             |
| Schlosserstraße 7 53° 34′ 19″ N, 7° 53′ 44″ O    | Wohnhaus                               | Eingeschossiger, giebelständiger Putzbau in Art der „Oldenburger Hundhütte“, um 1900. | 35675901 | BW             |
| Schlosserstraße 8 53° 34′ 20″ N, 7° 53′ 43″ O    | Wohnhaus                               | Eingeschossiger verputzter Ziegelbau unter traufständigem Satteldach in Englischer Schieferdeckung. Niedriger Kellersockel. Straßenseitig zweigeschossiger Mittelrisalit. | 35681453 | BW             |
| Schlosserstraße 9 53° 34′ 18″ N, 7° 53′ 43″ O    | Wohnhaus                               | Eineinhalbgeschossiger, verputzter Ziegelbau unter giebelständigem Satteldach. An der nördlichen Traufseite: Längsseite Eingangsveranda in ornamentierter Holzkonstruktion. | 35675927 | BW             |
| Schlosserstraße 10 53° 34′ 19″ N, 7° 53′ 43″ O   | Wohnhaus                               | Eingeschossiger, traufständiger Putzbau mit zweigeschossigem Mittelrisalit; Neurenaissancegliederung, um 1900. | 35675952 | BW             |
| Schlosserstraße 11 53° 34′ 17″ N, 7° 53′ 42″ O   | Wohnhaus                               | Eineinhalbgeschossiger Putzbau in Art der „Oldenburger Hundehütte“ unter Satteldach. Englische Schieferdeckung. Nördliche Traufseite mit ornamentierter hölzerner Eingangsveranda. 1898 errichtet, Architekt: Theodor Eilers. Einfriedung | 35675978 | BW             |
| Schlosserstraße 12 53° 34′ 19″ N, 7° 53′ 42″ O   | Wohnhaus                               | Eineinhalbgeschossiger, giebelständiger Putzbau in Art der „Oldenburger Hundehütte“, um 1895 errichtet. Satteldach mit englischer Schieferdeckung; Außermittiger Eingang mit Treppenstufen an der Traufseite. Fassade mit historisierendem Dekor. | 35676007 | BW             |
| Schlosserstraße 14 53° 34′ 18″ N, 7° 53′ 41″ O   | Wohnhaus                               | Giebelständiger, eingeschossiger Putzbau mit rundbogigem mittigen Eingang in der Fassade. OG mit Rundbogenfenstern, von aufgeputzten Pilastern gerahmt. | 35676083 | BW             |
| Schlosserstraße 15 53° 34′ 17″ N, 7° 53′ 42″ O   | Wohnhaus                               | Eineinhalbgeschossiger Putzbau unter giebelständigem Satteldach in Art der „Oldenburger Hundehütte“, um 1885 errichtet. | 35676057 | BW             |
| Schlosserstraße 16 53° 34′ 18″ N, 7° 53′ 41″ O   | Wohnhaus                               | Eingeschossiger, giebelständiger Putzbau unter Satteldach mit mittigem rundbogigen Eingang in der Fassade. Giebel mit Ecklisenen und Aufsätzen, um 1870 errichtet. | 35676083 |                |
| Schlosserstraße 18 53° 34′ 17″ N, 7° 53′ 41″ O   | Villa                                  | Eineinhalbgeschossiger Putzbau auf Sockelgeschoss unter giebelständigem Krüppelwalmdach. Giebel mit reichem Zierfachwerk, im EG auf der linken Seite Wintergarten auf Bogenkonstruktion mit Pultdach. rechts sehr flacher Risalit mit giebelständigem Satteldach – bündig zum Hausdach. Risalit und Traufseiten mit ziegelsichtigen, an Fachwerk erinnernden Streifen als Dekor. 1905 errichtet. Einfriedung. | 35676134 |                |
| Schlosserstraße 19 53° 34′ 16″ N, 7° 53′ 41″ O   | Wohnhaus                               | Eingeschossiger, giebelständiger Putzbau unter Satteldach, Typ „Oldenburger Hundehütte“, um 1895 errichtet. | 35676163 | BW             |
| Schlosserstraße 20 53° 34′ 17″ N, 7° 53′ 40″ O   | Wohnhaus                               | Eingeschossiger, traufständiger Putzbau mit mittigem Zwerchhaus, rundbogige Haustür mit Maßwerkversprossung am Oberlicht, um 1885 errichtet. | 35676188 | BW             |
| Schlosserstraße 21 53° 34′ 15″ N, 7° 53′ 41″ O   | Wohnhaus                               | Eineinhalbgeschossiger Putzbau auf Souterraingeschoss unter giebelständigem Satteldach. Fünfachsiger Giebel mit mittigem Eingang. Plastischer Baudekor in Form von Gesimsen, Fensterrahmungen und -verdachungen. Vegetabile Reliefs in den Brüstungsfeldern. Um 1890–1900 errichtet. | 35676213 | BW             |
| Schlosserstraße 22 53° 34′ 16″ N, 7° 53′ 40″ O   | Wohnhaus                               | Traufständiger Putzbau unter Satteldach,fünfachsige Fassade mit mittigem Eingang. Um 1890 errichtet. | 35676241 | BW             |
| Schlosserstraße 24 53° 34′ 16″ N, 7° 53′ 39″ O   | Villa                                  | Eineinhalbgeschossiger Putzbau mit differenzierter Grund- und Aufrissgliederung mit entsprechenden Sattel- und Schopfwalmdächern und Türmchenerker. Fassade mit backsteinsichtigen Feldern, rechte Seite zweigeschossiger Risalit mit Altan. 1905 errichtet. | 35676292 | BW             |
| Schlosserstraße 26 53° 34′ 15″ N, 7° 53′ 39″ O   | Villa                                  | Eingeschossiger Putzbau unter Mansardgiebeldach auf hohem Kellergeschoss. An der Südseite Risalit ebenfalls mit Mansardgiebeldach. Giebeldreiecke an der Fassade mit Zierfachwerk und am Risalit holzverschalt. Rundbogiger Eingang an der Nordseite. An der Südostecke Holzveranda. 1908 von Theodor Eilers errichtet. | 35676344 | BW             |
| Schlosserstraße 27 53° 34′ 14″ N, 7° 53′ 40″ O   | Wohnhaus                               | Eineinhalbgeschossiger Putzbau unter giebelständigem Satteldach. Vierachsige Fassaden mit Dekor in Form von Ecklisenen, Gesimsen und horizontalen Fensterverdachungen. 1890 errichtet. | 35676372 | BW             |
| Schlosserstraße 28 53° 34′ 14″ N, 7° 53′ 38″ O   | Villa                                  | Zweigeschossiger Putzbau unter Walmdach; Kellersockel mit Putzquader, straßenseitig Seitenrisalit, reich gegliederter Baukörper mit Vorbauten und Versprüngen. Um 1905 errichtet. | 35676400 | BW             |
| Schlosserstraße 29 53° 34′ 14″ N, 7° 53′ 40″ O   | Wohnhaus                               | Eingeschossiger, giebelständiger Putzbau in Art der „Oldenburger Hundehütte“, um 1895 errichtet. Zeitgenössischer Eisenzaun. | 35676428 | BW             |
| Schlosserstraße 30 53° 34′ 14″ N, 7° 53′ 38″ O   | Wohnhaus                               | Eingeschossiger traufständiger Putzbau mit Drempelgeschoß, Satteldach mit Schieferdeckung, Mittelrisalit mit Zwerchhaus; um 1890. Eiserner Zaun. | 35676455 | BW             |
| Schlosserstraße 31 53° 34′ 13″ N, 7° 53′ 39″ O   | Wohnhaus                               | Giebelständiger, eineinhalbgeschossiger Putzbau unter Satteldach – Typ „Oldenburger Hundehütte“, Fenster paarweise zusammengefasst; um 1895 errichtet. | 35676483 | BW             |
| Schlosserstraße 32 53° 34′ 13″ N, 7° 53′ 38″ O   | Wohnhaus                               | | 35679202 | BW             |
| Schlosserstraße 33 53° 34′ 12″ N, 7° 53′ 39″ O   | Wohnhaus                               | Eingeschossiger, traufständiger Putzbau unter Satteldach in Englischer Schieferdeckung. Straßenfassaden als Schaufronten mit reichem Putzdekor; Um 1880/90 errichtet. | 35676509 | BW             |
| Schlosserstraße 40 53° 34′ 10″ N, 7° 53′ 36″ O   | Bahnhofshotel                          | Langgestreckter zweigeschossiger Putzbau unter flachem Pappdach auf niedrigem Kellersockel. Südostecke abgeschrägt; hier ursprünglicher Eingang mit Treppenstufen darüber Balkon; Schauseiten zur Schlosserstraße und zum Bahnhofvorplatz mit einheitlicher Gliederung durch umlaufendes Gesims, rustizierte Ecklisenen und Fensterrahmungen. Erbaut 1886. | 35681474 | BW             |
| Schlosserstraße 41 53° 34′ 10″ N, 7° 53′ 38″ O   | Wohnhaus                               | Eineinhalbgeschossiger Putzbau mit zweistöckigem Eckrisalit und Standerker. Neurenaissancegliederung. Um 1900 | 35679230 | BW             |
| Schlosserstraße 45 53° 34′ 8″ N, 7° 53′ 36″ O    | Bahnhof Jever (Empfangsgebäude)        | Langgestreckter eingeschossiger Ziegelbau mit zweigeschossigen risalitartigen Querbauten an den Giebelseiten; symmetrische Fassade mit stichbogigen Fenstern, Zwerchhäusern, Satteldach. 1871 errichtet, nach Westen hin verlängert. Umbau 1911. | 35676562 | Weitere Bilder |
| Schloßplatz 1 53° 34′ 20″ N, 7° 54′ 10″ O        | Schloss Jever                          | Zentral verortet auf einer Anhöhe im Schlossgarten, auf Basis des spätmittelalterlichen Burggrundrisses aus dem 14. Jh. durch den Häuptling Edo Wiemken den Älteren gegründet, wurde die Burg ab Beginn des 16. Jh. stetig zu einem Schloss erweitert. Erhaltener, mächtiger, runder weiß geputzter Bergfried mit Granitquadersockel, ca. 12 m im Durchmesser, dezentral in einem von einer unregelmäßigen dreigeschossigen Vierflügelanlage ausgebildeten Innenhof platziert. Der barocke Turmhelm des Bergfrieds als Wahrzeichen der Stadt in Ausführung eines Zwiebelhelms. An der nördlichen Ecke der Vierflügelanlage sogenannter „Kleiner Zwinger“, an der diagonal gegenüberliegenden südlichen Ecke der „Große Zwinger“ erhalten, beides Rundtürme mit schieferbedecktem Kegeldach. Das EG der Vierflügelanlage als Sockelgeschoss mit bossiertem Putz ausgebildet, die OG farblich gefasst. Der barocke Turmhelm des Bergfrieds als Wahrzeichen der Stadt als Zwiebelhelm ausgeführt, aufgrund seiner beträchtlichen Höhe weithin im Stadtbild sichtbar. Im Inneren Räumlichkeiten und zahlreiche Ausstattung aus Renaissance und Historismus erhalten. Seit 1919 Nutzung der Räumlichkeiten durch das Schloss- und Heimatmuseum mit der Sammlung des Regionalmuseums für das Jeverland. | 35675762 | Weitere Bilder |
| Schloßplatz 2 53° 34′ 21″ N, 7° 54′ 12″ O        | Wachhäuschen Schloss Jever             | Kleiner eingeschossiger Putzbau mit Walmdach in Ziegeldeckung, symmetrische Fassadengliederung mit rundbogigen Fenster- und Türöffnungen; rustizierte Ecklisenen, umlaufendes Putzband. 1830 nach Entwürfen von Otto Lasius an der einzigen Zufahrt des Schloßplatzes im Nordosten errichtet. | 35675733 |                |
| Schloßplatz 5 53° 34′ 21″ N, 7° 54′ 13″ O        | Wachhäuschen Schloss Jever             | Kleiner eingeschossiger Putzbau mit Walmdach in Ziegeldeckung, symmetrische Fassadengliederung mit rundbogigen Fenster- und Türöffnungen; rustizierte Ecklisenen, umlaufendes Putzband. 1830 nach Entwürfen von Otto Lasius an der einzigen Zufahrt des Schloßplatzes im Nordosten errichtet. | 35675795 | BW             |
| Schloßplatz 53° 34′ 19″ N, 7° 54′ 15″ O          | Schlosspark                            | Typischer Landschaftsgarten des frühen 19. Jh. mit artenreichem Baumbestand, Bodenmodellierungen, großzügiger Raumgliederung und Wegesystem. Südlich des Schlosses Rondell als Teil der 1568 angelegten Burgbefestigung, bei der Anlegung des Landschaftsgartens überformt. | 35673320 |                |
| Schloßplatz 53° 34′ 18″ N, 7° 54′ 8″ O           | Schlosspark (Rondell)                  | | 35672676 | BW             |
| Schloßplatz 53° 34′ 16″ N, 7° 54′ 9″ O           | Schlossgraft                           | Schloss und Schlosspark nahezu kreisförmig umschließende Graft, einziger Zugang zu der entstandenen Halbinsel im Nordosten. | 35672934 | BW             |
| Schloßstraße 53° 34′ 22″ N, 7° 54′ 13″ O         | Kriegerdenkmal 1. Weltkrieg            | 1925 in der Schlossachse errichtetes Kriegerdenkmal für die Gefallenen des 1. Weltkrieges. Sarkophag als Sockel, darauf Stahlhelm. 1962 im Zusammenhang mit der Aufstellung eines Denkmals für die Opfer des 2. Weltkrieges (schlichte, liegende Bronzeplatte nach Entwurf von Kirchenmaler Hermann Oetken) aus der Achse versetzt und dabei abgesenkt. | 35676672 | Weitere Bilder |
| Schloßstraße 53° 34′ 22″ N, 7° 54′ 13″ O         | Kriegerdenkmal 1870/71                 | 1873 errichtetes Kriegerdenkmal für die Gefallenen des Deutsch-Französischen Krieges 1870/71. Obelisk mit Siegerkranz auf Stufensockel. | 35676647 | Weitere Bilder |
| Schloßstraße 53° 34′ 23″ N, 7° 54′ 13″ O         | Fräulein-Maria-Denkmal                 | 1900 errichtetes Bronzestandbild von Harro Magnussen. Fräulein Maria in einem langen Kleid mit Hut begleitet von einem Hund. In der Hand hät sie die Gründungsurkunde der Stadt. Sie steht auf einem hohen Sockel, beiderseits eingefasst von Steinbänken, auf den Wangen wappenhaltende Löwen. | 35676592 | Weitere Bilder |
| Schloßstraße 1 53° 34′ 23″ N, 7° 54′ 11″ O       | Amtsgericht                            | Zweigeschossiger Backsteinbau mit hohem Sockel unter flachem Walmdach. Fünfachsige Fassade mit Mittelrisalit mit Dreieckgiebel, dort Relief mit Justitia. Mittiges Sandsteinportal, Eckrustizierung ebenfalls aus Sandstein. Zweiläufige Eingangstreppe. 1703 als eingeschossiger Bau mit Mittelrisalit unter Mansarddach errichtet, 1827 um ein Geschoss mit Mansarddach erhöht. An der Ostseite dreigeschossiger Erweiterungsbau von 1882 unter Walmdach, beide Gebäude 1908 durch eingeschossigen Zwischenbau verbunden. | 35676697 | Weitere Bilder |
| Schloßstraße 1 53° 34′ 24″ N, 7° 54′ 11″ O       | Einfriedung                            | Ziegelmauer als Einfriedung an der Fräulein-Marien-Straße. Gliederung durch Pfeiler, Abdeckung der Mauerkrone mit Dachziegeln. | 35673014 | BW             |
| Schloßstraße 2 53° 34′ 23″ N, 7° 54′ 9″ O        | Marstall                               | Um 1620 als Marstall errichteter zweigeschossiger Ziegelbau unter giebelständigem Satteldach. Fünfachsiger Straßengiebel, mittig zweiflügliges Einfahrtstor. Traufwände teilweise in Fachwerkbauweise. An der östlichen Traufseite mit dem Gerichtsgebäude Schloßstraße 1 verbunden. | 35676723 | Weitere Bilder |
| Schloßstraße 4 53° 34′ 23″ N, 7° 54′ 8″ O        | Wohnhaus                               | Zweigeschossiger Putzbau unter steilem Walmdach. Fünfachsiger Straßengiebel mit mittigem Sandsteinportal, datiert: 1754. | 35681500 |                |
| Schloßstraße 5 53° 34′ 23″ N, 7° 54′ 7″ O        | Hofapotheke                            | Zweigeschossiger Ziegelbau unter Mansarddach. EG verputzt (Rustika), OG ziegelsichtig mit Putzdekor in Form von Eckquadern an den flachen Mittelrisaliten, Risalit an der Waagestraße mit Zwerchgiebeln; Fensterverdachungen Brüstungsfelder und Gesims. Eckrisalit mit Eingangsportal; Risalit ebenfalls mit Putzdekor und Zwerchgiebel. 1902 nach Entwurf Theodor Eilers errichtet. | 35681525 |                |
| Schloßstraße 6 53° 34′ 23″ N, 7° 54′ 7″ O        | Wohn-/Geschäftshaus                    | Zweigeschossiger Putzbau unter Mansarddach in Schieferdeckung. Fünfachsige Fassade, horizontale Gliederung durch Gesimse, mittiger Eingang, durch Stufengiebel mit Bekrönungen über der Eingangsachse. Das Wohn-/Geschäftshaus wurde in den 1880er Jahren an zentraler Stelle an den Einmündungen der Großen Burgstraße, Flamenstraat und Waagestraße in die Schloßstraße errichtet. | 35680684 | Weitere Bilder |
| Schützenhofstraße 7 53° 34′ 8″ N, 7° 53′ 22″ O   | Wohnhaus                               | 1907 von Theodor Eilers auf einem Eckgrundstück errichteter eineinhalbgeschossiger Putzbau unter verschnittenen Krüppelwalmdächern, dadurch zwei Schauseiten. Gartengrundstück. | 35679175 | BW             |
| Schützenhofstraße 9 53° 34′ 7″ N, 7° 53′ 21″ O   | Wohnhaus                               | Eingeschossiger Putzbau auf hohem Sockel unter Walmdach mit Zwerchhäusern; Eingang mit vorgelegter Freitreppe in Säulenloggia. Um 1914 nach Plänen von Theodor Eilers errichtet. Gartengrundstück. | 35679148 | BW             |
| Schützenhofstraße 45 53° 33′ 55″ N, 7° 53′ 9″ O  | Wohnhaus                               | Freistehender winkelförmiger Gebäudekomplex. Hauptgebäude von ca. 1875, zweigeschossiger Backsteinbau unter Walmdach. Saalanbau 1903 mit Stufengiebel. Innenausbau des Saales z. T. bauzeitlich. | 35682313 | BW             |
| Schützenhofstraße 47 53° 33′ 50″ N, 7° 53′ 9″ O  | Schützenhof                            | Freistehender winkelförmiger Gebäudekomplex. Hauptgebäude von ca. 1875, zweigeschossiger Backsteinbau unter Walmdach. Saalanbau 1903 mit Stufengiebel. Innenausbau des Saales z. T. bauzeitlich. | 35682286 | BW             |
| Sophienstraße 53° 34′ 14″ N, 7° 53′ 44″ O        | Klinkerstraße                          | Historischer Straßenzug mit originalem Klinkerpflaster auf Fahrbahn und Gehwegen. | 35679521 | BW             |
| Sophienstraße 12 53° 34′ 16″ N, 7° 53′ 52″ O     | Villa Jürgens                          | Eingeschossiger Putzbau unter giebelständigem Satteldach. Eingang an der Giebelseite zur Lindenallee, Fassade gegliedert durch Fußwalm und eine Loggia zwischen polygonalen Erkern. Traufseite zur Sophienstraße mit flachem Mittelrisalit und langgestreckter Gaube. Um 1910/11 nach Plänen von Th. Eilers errichtet. | 35682337 | BW             |
| Sophienstraße 12 53° 34′ 16″ N, 7° 53′ 52″ O     | Villa Jürgens (Garage)                 | Ziegelbau unter Walmdach, um 1925 errichtet. | 35679846 | BW             |
| Sophienstraße 12 53° 34′ 16″ N, 7° 53′ 53″ O     | Villa Jürgens (Einfriedung)            | Verputzte Pfeiler mit abgerundetem Abschluss – dazwischen Zaunfelder. | 50044350 | BW             |
| Sophienstraße 13 53° 34′ 14″ N, 7° 53′ 51″ O     | Wohnhaus                               | Eineinhalbgeschossiger Putzbau unter giebelständigem Satteldach, Typ „Oldenburger Hundehütte“, um 1900 errichtete; rückwärtig im rechten Winkel Wirtschaftsanbau. | 35678386 | BW             |
| Sophienstraße 14 53° 34′ 15″ N, 7° 53′ 47″ O     | Wohnhaus                               | Eineinhalbgeschossiger Putzbau unter giebelständigem Satteldach – Typ „Oldenburger Hundehütte“, um 1892 errichtet; seitlich jüngerer Anbau. | 35678259 | BW             |
| Sophienstraße 15 53° 34′ 15″ N, 7° 53′ 50″ O     | Wohnhaus                               | Zweigeschossiger Putzbau unter giebelständigem Satteldach – Typ „Oldenburger Hundehütte“, um 1900 errichtet. | 35678411 | BW             |
| Sophienstraße 16 53° 34′ 15″ N, 7° 53′ 46″ O     | Wohnhaus                               | Eineinhalbgeschossiger Putzbau unter giebelständigem Satteldach, um 1900 errichtet. | 35678284 | BW             |
| Sophienstraße 17 53° 34′ 15″ N, 7° 53′ 49″ O     | Wohnhaus                               | Eineinhalbgeschossiger Putzbau unter giebelständigem Satteldach – Typ „Oldenburger Hundehütte“, seitlich zweigeschossiges Treppenhaus; um 1900 errichtet. | 35678438 | BW             |
| Sophienstraße 18 53° 34′ 15″ N, 7° 53′ 45″ O     | Wohnhaus                               | Eineinhalbgeschossiger, giebelständiger Putzbau unter Satteldach – Typ „Oldenburger Hundehütte“, um 1900 errichtet. | 35678311 | BW             |
| Sophienstraße 19 53° 34′ 14″ N, 7° 53′ 48″ O     | Wohnhaus                               | Traufständiger, eineinhalbgeschossiger Putzbau; fünfachsige Fassade mit mittigem Eingang; um 1900 errichtet. | 35678463 | BW             |
| Sophienstraße 20 53° 34′ 14″ N, 7° 53′ 44″ O     | Wohnhaus                               | Eineinhalbgeschossiger Putzbau unter Satteldach – Typ „Oldenburger Hundehütte“, um 1900 errichtet. | 35678336 | BW             |
| Sophienstraße 21 53° 34′ 14″ N, 7° 53′ 47″ O     | Wohnhaus                               | Eingeschossiger, traufständiger Putzbau unter Satteldach mit vortretendem zweigeschossigem Mittelrisalit mit Dreieckgiebel; 1905 errichtet, seitliche Erweiterung 1995. | 35678488 | BW             |
| Sophienstraße 23 53° 34′ 14″ N, 7° 53′ 46″ O     | Wohnhaus                               | Langgestreckter, eingeschossiger Putzbau unter Satteldach. Doppelwohnhaus von 10 Achsen, Eingänge in der 3. und 8. Achse, rückwärtiger, mittiger Wirtschaftsanbau; um 1890 errichtet. | 35678513 | BW             |
| Sophienstraße 24 53° 34′ 13″ N, 7° 53′ 43″ O     | Wohnhaus                               | Eineinhalbgeschossiger Putzbau unter giebelständigem Satteldach – Typ „Oldenburger Hundehütte“, seitlich vortretender Risalit, großer rückwärtiger Wirtschaftsanbau; um 1900 errichtet. | 35678361 | BW             |
| Sophienstraße 25 53° 34′ 13″ N, 7° 53′ 44″ O     | Wohnhaus                               | Eineinhalbgeschossiger Putzbau unter giebelständigem Satteldach – Typ „Oldenburger Hundehütte“, um 1900 errichtet. | 35678539 | BW             |
| Sophienstraße 27 53° 34′ 13″ N, 7° 53′ 45″ O     | Villa                                  | Eineinhalbgeschossiges Wohnhaus mit Eckrisalit, Erdgeschoss rustiziert, Obergeschoss backsteinsichtig mit Putzgliederung; Krüppelwalmdächer, seitlich vorgebauter Eingang mit Wintergartenaufsatz; um 1900 errichtet. | 35678564 | BW             |
| Sophienstraße 31 53° 34′ 9″ N, 7° 53′ 45″ O      | Wohnhaus                               | Eineinhalbgeschossiger Bau unter Satteldach, Backsteinfassade mit Putzgliederung, Traufseiten verputzt, rückwärtiger Wirtschaftsanbau, um 1906 errichtet. | 35678209 | BW             |
| Sophienstraße 33 53° 34′ 9″ N, 7° 53′ 45″ O      | Wohnhaus                               | Eineinhalbgeschossiger Putzbau untr giebelständigem Satteldach – Typ „Oldenburger Hundehütte“, rückwärtiger Wirtschaftsanbau. | 35678234 | BW             |
| Sophienstraße 45 53° 34′ 4″ N, 7° 53′ 47″ O      | Bahnhof Jever (Ausfahrtstellwerk „Jf“) | Ehemaliges östliches Ausfahrtstellwerk, zweigeschossiger Backsteinbau unter Walmdach, im EGs Spannwerksraum, im leichtvorkragenden OG Stellwerksraum, Anlagen demontiert. Um 1935 errichtet. | 35677512 |                |
| St.-Annen-Straße 10 53° 34′ 26″ N, 7° 53′ 54″ O  | Pütt (Pumpenbrunnen)                   | Öffentlicher Brunnen mit Pumpe vor dem St.-Annentor. Pumpenschaft in einem Pfeiler mit Kugelbekrönung. | 35681552 |                |
| St.-Annen-Straße 10 53° 34′ 26″ N, 7° 53′ 56″ O  | Wohnhaus                               | Zweigeschossiger, vierachsiger Putzbau unter Walmdach, im Kern wohl 17. Jh. Fassade nur durch Gurtgesims gegliedert. Umbau 1. Hälfte 19. Jh. Mitte des 19. Jh. rechtwinklig an der Rückseite angebauter Seitenflügel unter Krüppelwalmdach. | 35676843 | BW             |
| St.-Annen-Straße 12 53° 34′ 27″ N, 7° 53′ 55″ O  | Wohnhaus                               | Zweigeschossiger Putzbau unter Walmdach an der Ecke zur Drostenstraße. Mittiges Sandsteinportal. Im Kern 18. Jh., umgebaut um 1925. Rückgebäude parallel zur Drostenstraße, eingeschossiger Bau mit traufständigem Satteldach aus dem 19. Jh. | 35679443 |                |
| St.-Annen-Straße 14 53° 34′ 27″ N, 7° 53′ 54″ O  | Wohnhaus                               | Eingeschossiges, verputztes Eckhaus unter Satteldach – giebelständig zur St.-Annen-Straße. Fünfachsige Fassade mit mittigem Eingang. 1777 errichtet, Ende des 19. Jh. verlängert und verändert (Fassade). | 35676871 |                |
| St.-Annen-Straße 25 53° 34′ 26″ N, 7° 53′ 52″ O  | Wohn-/ Geschäftshaus                   | Zweigeschossiger, giebelständiger Putzbau unter Satteldach. Heutiges Erscheinungsbild 1. Hälfte 19. Jh – mit älterem Kern (Inschrift 1584). | 35679416 | BW             |
| St.-Annen-Straße 27 53° 34′ 26″ N, 7° 53′ 52″ O  | Wohn-/ Geschäftshaus                   | Zweigeschossiger Putzbau unter hohem Walmdach an der Ecke zur Kleinen Wasserpfortstraße. Im Kern 17. Jh., z.T. noch Fachwerkwände. Fassade an der St.-Annen-Straße im EG fünfachsig mit mittigem Sandsteinportal. Geburtshaus von Friedrich Schlosser. | 35676899 |                |
| St.-Annen-Straße 29 53° 34′ 26″ N, 7° 53′ 51″ O  | Wohnhaus                               | Eingeschossiger, giebelständiger Backsteinbau unter Krüppelwalmdach, in der 1. Hälfte des 19. Jh. errichtet. Giebelfassade mit mittigem Eingang, z.T. Schiebefenster. | 35681574 |                |
| St.-Annen-Straße 31 53° 34′ 26″ N, 7° 53′ 50″ O  | Wohnhaus                               | Eingeschossiger, giebelständiger Putzbau unter Krüppelwalmdach, Fünfachsiger Giebel mit mittigen Eingang, hervorgehoben durch Portalrahmung. In der 1. Hälfte des 20. Jh. errichtet. | 35681599 |                |
| Steinstraße 3 53° 34′ 27″ N, 7° 54′ 1″ O         | Pfarrhaus                              | Zweigeschossiges Backsteingebäude unter hohem Walmdach. Fünfachsige Fassade mit mittigem Sandsteinportal. 1828/30 nach Plänen von Heinrich Strack errichtet. | 35681649 |                |

## T
| Lage                                   | Bezeichnung                       | Beschreibung | ID       | Bild           |
| -------------------------------------- | --------------------------------- | --- | -------- | -------------- |
| Terrasse 1 53° 34′ 19″ N, 7° 54′ 20″ O | ehem. Garnisonsgebäude/Arresthaus | Dreigeschossiger Ziegelbau auf halbhohen Kellergeschoss (Gewölbekeller) unter Walmdach. 1779 als „Caserne“ erbaut, dann Festungsstrafanstalt und „Civil-Arresthaus“. Portal mit Treppe und Wappenstein. | 35681674 | BW             |
| Terrasse 2 53° 34′ 18″ N, 7° 54′ 20″ O | Mariengymnasium                   | Dreigeschossiger Ziegelbau auf halbhohem Kellergeschoss unter Walmdach. Im Kern vier freistehende Einzelgebäude von 1766–70, durch Lasius 1820 zu einem Gebäude zusammengefasst. | 40188830 |                |
| Terrasse 3 53° 34′ 16″ N, 7° 54′ 15″ O | Mariengymnasium                   | Zweigeschossiger Ziegelbau auf hohem Sockelgeschoss unter schiefergedecktem Walmdach. Fünfachsiger Mittelteil mit Zwillingsfenstern und mittigem säulengerahmten Sandsteinportal mit gesprengten Giebel. Vierachsige Seitenrisalite mit Treppengiebeln. Fassadengestaltung im Neorenaissancestil, u.a. Sandsteinbänder (Specklagen) und Trauf- und Gurtgesimsen. 1900 errichtet, 1925/27 um einen Südflügel erweitert. | 35681700 | Weitere Bilder |
| Terrasse 5 53° 34′ 16″ N, 7° 54′ 14″ O | Wohnhaus                          | Eineinhalbgeschossiger Putzbau mit Souterraingeschoss unter giebelständigem Satteldach. Reiche Putzgliederung der Schaufronten, Balkon mit Geländer u. Konsolen aus Gusseisen, um 1900 errichtet. | 35676927 | BW             |
| Terrasse 6 53° 34′ 16″ N, 7° 54′ 13″ O | Wohnhaus                          | Eineinhalbgeschossiger Putzbau unter giebelständigem Satteldach. Reich ornamentierte Fassaden mit farblich abgesetzten Elementen. Baudekor in Form von Gesimsen, Ecklisenen, Fensterrahmungen und Verdachungen. Die beiden mittleren Obergeschossfenster durch florale Motive als Verdachung besonders hervorgehoben. Baujahr 1902.                                                                                    | 35676954 | BW             |
| Terrasse 7 53° 34′ 16″ N, 7° 54′ 12″ O | Wohnhaus                          | Eineinhalbgeschossiger Putzbau auf hohem Sockel unter giebelständigem Satteldach. Fassadendekor in Form von umlaufenden Gesimsen, Putzfugenschnitt, Fensterrahmungen und -verdachungen. Um 1880 errichtet. | 35676981 | BW             |
| Terrasse 8 53° 34′ 15″ N, 7° 54′ 11″ O | Wohnhaus                          | Eingeschossiger traufständiger Putzbau mit Drempelgeschoss; Fassade fünfachsig, mit Neurenaisancegliederung, Satteldach. Rückwärtig gleichzeitiger Anbau. Um 1880 errichtet. | 35681728 | BW             |
| Terrasse 9 53° 34′ 15″ N, 7° 54′ 10″ O | Wohnhaus                          | Eineinhalbgeschossiger Putzbau unter giebelständigem Satteldach. Typus des Oldenburger Giebelhauses, sog. „Oldenburger Hundehütte“, um 1880 errichtet. | 35677009 | BW             |
| Terrasse 10 53° 34′ 15″ N, 7° 54′ 8″ O | Wohnhaus                          | Eineinhalbgeschossiger Putzbau unter giebelständigem Satteldach. Fassade mit Dekor in Form von Putzfugenschnitt, umlaufende Gesimse, Friesband, Fensterrahmungen. Um 1880 errichtet. | 35677035 | BW             |
| Terrasse 12 53° 34′ 15″ N, 7° 54′ 4″ O | von-Thünen-Schule                 | Zweigeschossiger Klinkerbau unter weit vorkragendem ausgebautem Walmdach. Außenachsen unter Walmdächern straßenseitig als Flügel vorgezogen. Dazwischen Eingangshalle unter Dachterrasse. 1914 von Theodor Eilers errichtet. | 35681751 |                |
| Terrasse 12 53° 34′ 14″ N, 7° 54′ 5″ O | von-Thünen-Schule (Nebengebäude)  | Eingeschossiger Ziegelbau unter Walmdach. | 35680073 | BW             |

## W
| Lage                                            | Bezeichnung                            | Beschreibung | ID       | Bild |
| ----------------------------------------------- | -------------------------------------- | --- | -------- | ---- |
| Wangerstraße 2 53° 34′ 27″ N, 7° 54′ 5″ O       | Wohn-/Geschäftshaus                    | Dreigeschossiger Ziegelbau untger flachem Walmdach in Schieferdeckung. Fünfachsige, verputzte Fassade, die dem abgeknickten Straßenverlauf folgt. Mittiges Rundbogenportal darüber eiserner Balkon. Geschosse unterschiedlich gegliedert: EG und 1. OG mit gequaderten Lisenen, Rechtecksfenster im 1. OG mit Dreiecksverdachungen. 2. OG mit Rundbogenfenstern und Pilastern. Darüber Kranzgesims mit Konsolfries. Um 1872 für Kaufmann Louis Frank errichtet. | 35677085 | BW   |
| Wangerstraße 5 53° 34′ 28″ N, 7° 54′ 5″ O       | Wohn-/Geschäftshaus                    | Zweigeschossiger Putzbau unter flachem Walmdach. Fünfachsige Fassade symmetrisch gegliedert, dreigeschossiger Mittelrisalit mit Dreiecksgiebel. Baudekor in Form von rustizierten Ecklisenen und Gurt- und Sohlbankgesims im OG, Schaufenstereinbau im EG. Um 1887 für Franz Onken (Eisenwarenhandlung) von Bauunternehmer Onnen errichtet. | 35677115 | BW   |
| Wangerstraße 5 53° 34′ 28″ N, 7° 54′ 5″ O       | Pütt (Pumpenbrunnen)                   | Gehäuse aus vertikal gefügten Brettern; | 35677061 | BW   |
| Wangerstraße 6 53° 34′ 28″ N, 7° 54′ 6″ O       | Wohn-/Geschäftshaus                    | Zweigeschossiger, verputzter Ziegelbau unter Satteldach, 1662 unter einem First errichteter Baukomplex mit Vorderhaus und Lagergebäude. Fassadengliederung mit den ursprünglichen Öffnungen, Gurtgesimsen auf kleinen Konsolen erhalten. EG nach innen gezogener Ladeneinbau, darüber Wohnetage mit zwei Fenstern. Vorderhaus mit vorkragendem Dach auf Knaggen an der Traufseite. Hinterer Gebäudeteil, Lagergebäude, vortretend, mittig Windenerker.          | 35677143 |      |
| Wangerstraße 7 53° 34′ 28″ N, 7° 54′ 6″ O       | Wohn-/Geschäftshaus                    | Zweigeschossiger, verputzter teilunterkellerter Rohziegelbau auf niedrigem Sockel. Halbwalmdach mit straßenseitigem Dreiecksfrontispiz. Profiliertes hölzernes Traufgesims knapp um die Ecke der Straßenfront gezogen. Moderner, tiefgreifender Ladenausbau. Knapp außermittiger Hauseingang. Um 1830/40 errichtet. | 45782604 | BW   |
| Wangerstraße 8 53° 34′ 28″ N, 7° 54′ 6″ O       | Wohn-/Lagergebäude                     | Dreigeschossiger Zielbau unter giebelständigem Satteldach. Fassade mit mittigen Ladeluken, symmetrisch angeordnete Öffnungen, teilweise mit bündigen Holzluken. Dekor mit Sandsteingesimsen, Entlastungsbögen am Giebel und der westlichen Traufseite. Datierung 1650, durch Maueranker ablesbar. Ladeneinbau im EG Ende 19. Jh. | 35677173 |      |
| Wangerstraße 9 53° 34′ 29″ N, 7° 54′ 6″ O       | Wohn-/Geschäftshaus                    | Giebelständiger, zweigeschossiger Putzbau unter Satteldach. Im Kern aus dem 17. h.; Fassade 1765 verändert: Linke Achse mit Rokokoportal mit geschweiftem Giebel, verzierte Traufkonsolen an den Ecklisenen. Längswände teilweise noch Fachwerk. Rückwärtiger Anbau um 1939. | 35677203 |      |
| Wangerstraße 11 53° 34′ 29″ N, 7° 54′ 7″ O      | Wohn-/Geschäftshaus                    | Schmaler, zweigeschossiger Putzbau unter giebelständigem Satteldach. Im Kern aus dem 17. Jh., im Sockel zweitverwendete Datierungsinschrift. Zweiachsiger Giebel Mitte des 19. Jh. verändert, Ladeneinbau im 20. Jh. Eingeschossiger, langgestreckter Anbau mit Krüppelwalmdach aus der ersten Hälfte des 19. Jh. | 35677231 |      |
| Wangerstraße 11 53° 34′ 29″ N, 7° 54′ 6″ O      | Hintergebäude                          | Eingeschossiges, verputztes Wohnhaus unter Krüppelwalmdach. | 35672364 |      |
| Wangerstraße 13 53° 34′ 29″ N, 7° 54′ 7″ O      | Schloss-Drogerie                       | Eingeschossiger, verputzter Rohziegelbau. Ausgebautes Dachgeschoss unter Krüppelwalmdach; 1. Hälfte 19. Jh. errichtet, Ladeneinbau und Umbau um 1910. | 35677261 | BW   |
| Wangerstraße 14 53° 34′ 29″ N, 7° 54′ 8″ O      | Alte Waage                             | Zweigeschossiger, verputzter Ziegelbau unter Walmdach mit Windenerker zum Von-Thünen-Ufer. Zur Wangerstraße fünfachsige Fassade mit mittigem Eingang, Sandsteinportal mit Aufsatz (wappenhaltende Löwen) dat.1832. EG mit Rundbogenfenster. 1823 als Städtische Waage errichtet, seit 1862 Verlagshaus Mettcker. Südöstliche Erweiterung (Druckerei) 1892. | 35677288 |      |
| Wangerstraße 14 53° 34′ 29″ N, 7° 54′ 9″ O      | Druckerei                              | zweigeschossiges Druckereigebäude, dreiachsige verputzte Traufseite zum Von-Thünen-Ufer. Giebel ziegelsichtig. 1892 von Theodor Eilers errichtet. | 35672501 | BW   |
| Wangerstraße 15 53° 34′ 30″ N, 7° 54′ 8″ O      | Wohn-/Geschäftshaus                    | Zweigeschossiger, kubischer Klinkerbau mit Walmdach. Erbaut 1934. | 35677318 | BW   |
| Wittmunder Straße 3 53° 34′ 27″ N, 7° 53′ 41″ O | Friedhofskapelle St. Annen             | Freistehender Saalbau mit geschlemmtem Rohziegelmauerwerk unter Satteldach. Eingerückter Chor mit 4/10 Schluss. Ursprungsbau von 1610, 1660 erweitert. Glasfenster von Kirchenmaler Oetken entworfenen und von Kunstglasermeister Helmut Henking (später: Helmut Gapinski) aus Varel 1948 mit elf verschiedenen Christuszeichen gestaltet. | 35677374 |      |
| Wittmunder Straße 3 53° 34′ 27″ N, 7° 53′ 43″ O | Friedhofskapelle St. Annen (Toranlage) | Friedhofsportal mit Pfeilern und eisernen Toren, zweiflügelig für die Leichenwagen und ein einflügeliges Tor für die Fußgänger. | 35672338 | BW   |